# Liste de familles éteintes de la noblesse belge
Cette liste non exhaustive de familles éteintes de la noblesse belge prend en compte uniquement des familles éteintes (en Belgique) ayant fait partie officiellement de la noblesse belge, c'est-à-dire des familles ayant été anoblies par le roi des Belges ou ayant obtenu reconnaissance de noblesse en Belgique depuis 1830 ou, précédemment, des familles ayant été reconnues dans leur noblesse ou ayant été anoblies par le roi Guillaume Ier d'Orange-Nassau lorsque la Belgique actuelle faisait partie du royaume uni des Pays-Bas (1815-1830).
- Haut – A
- B
- C
- D
- E
- F
- G
- H
- I
- J
- K
- L
- M
- N
- O
- P
- Q
- R
- S
- T
- U
- V
- W
- X
- Y
- Z

## A
| Nom                                                                         | Titre(s)         | Anoblissement | Éteinte | Blason |
| --------------------------------------------------------------------------- | ---------------- | --- | ------- | ------ |
| Aa (van der) Aa de Randerode (van der)                                      | Ecuyer           | Noblesse héréditaire du Saint-Empire pour Pierre van der Aa (1575). Reconnaissance de noblesse héréditaire pour Jean-Baptiste van der Aa (1816). | 1888    |        |
| Affaytadi (d') Affaytadi de Ghistelles (d')                                 | Prince Comte     | Titre primogéniture masculine de prince du Saint-Empire pour Jean-François d'Affaytadi (1563). Titre héréditaire de comte du Saint-Empire pour Cosimo et Caesar d’Affaytadi (1564). Titre primogéniture masculine de «comte de Ghistelles» pour Jean-François d’Affaytadi (1676). Reconnaissance du titre héréditaire de comte pour Auguste d'Affaytadi (1827).                                                  | 1831    |        |
| Aldin (d')                                                                  | Comte            | Reconnaissance du titre héréditaire de comte pour Jacques d'Aldin (1822). | 1873    |        |
| Alegambe (d') Alegambe d'Auweghem (d')                                      | Comte Baron      | Noblesse héréditaire du Saint-Empire pour Ferdinand d'Alegambe (1628). Titre primogéniture masculine de baron pour Charles d'Alegambe (1755). Titre primogéniture masculine de comte pour Charles d'Alegambe d'Auweghem (1764). Titre primogéniture masculine de comte et titre héréditaire de baron pour Charles d'Alegambe (1816).                                                                             | 1869    |        |
| Alves Guerra Alves Guerra de Sant'Anna                                      | Baron Écuyer     | Noblesse héréditaire et titre personnel de chevalier pour Manuel Alves Guerra (1861). Reconnaissance du titre primogéniture masculine de baron pour Emmanuel Alves Guerra de Sant'Anna (1893). | 1946    |        |
| Ancion (d') Ancion de Ville (d')                                            | Chevalier Écuyer | Noblesse héréditaire pour Damien d'Ancion (1727). Reconnaissance du titre primogéniture masculine pour Jean d'Ancion de Ville (1817). | 1861    |        |
| Andelot (d')                                                                | Comte Écuyer     | Noblesse héréditaire et titre primogéniture masculine pour Ferdinand d'Andelot (1816). | 1861    |        |
| Arconati-Visconti                                                           | Marquis Écuyer   | Reconnaissance du titre primogéniture masculine de «marquis de Busto» pour Paul Arconati-Visconti (1816). | 1873    |        |
| Ardembourg (d') Ardembourg de Gibiecq (d')                                  | Écuyer           | Noblesse héréditaire pour François d'Ardembourg (1724). Reconnaissance de noblesse héréditaire pour Charles d'Ardembourg de Gibiecq (1822). | 1956    |        |
| Arents de Beerteghem                                                        | Écuyer           | Noblesse héréditaire pour Léonard Arents (1776). Reconnaissance de noblesse héréditaire pour Jean Arents de Beerteghem (1822). | 1958    |        |
| Argenteau (d') Argenteau d'Ochain (d')                                      | Comte            | Reconnaissance du titre héréditaire de comte pour Charles d'Argenteau d'Ochain (1816). | 1879    |        |
| Arnoult (d') Arnoult de Soleuvre (d')                                       | Baron            | Reconnaissance de noblesse héréditaire pour Jean d'Arnould (1669). Titre primogéniture masculine de baron pour Christophe et Charles d'Arnoult (1716). Reconnaissance du titre héréditaire de baron pour Antoine, Paul et Pierre d'Arnoult de Soleuvre (1816). | 1882    |        |
| Asten (van) Asten-Guyot (van)                                               | Écuyer           | Noblesse héréditaire pour Gérard van Asten (1755). Reconnaissance de noblesse héréditaire pour Charles van Asten (1823). Reconnaissance de noblesse héréditaire pour Édouard van Asten-Guyot (1823). | 1874    |        |
| Astier (d')                                                                 | Comte            | Reconnaissance du titre héréditaire de comte pour Honoré d'Astier (1816). | 1881    |        |
| Auxy (d') Auxy de Neufvilles (d') Auxy de Fouleng (d') Auxy de Launois (d') | Marquis Comte    | Reconnaissance du titre héréditaire de comte pour Charles d'Auxy de Neufvilles (1816). Reconnaissance du titre primogéniture masculine de comte pour Philippe d'Auxy de Fouleng (1822). Reconnaissance du titre héréditaire de comte pour Edouard d’Auxy de Launois (1822). Reconnaissance du titre héréditaire de comte pour Gaston d'Auxy. Titre primogéniture masculine de marquis pour Gaston d'Auxy (1840). | 1985    |        |

- Haut – A
- B
- C
- D
- E
- F
- G
- H
- I
- J
- K
- L
- M
- N
- O
- P
- Q
- R
- S
- T
- U
- V
- W
- X
- Y
- Z

## B
| Nom                                            | Titre(s)         | Anoblissement | Éteinte | Blason                                                  |
| ---------------------------------------------- | ---------------- | --- | ------- | ------------------------------------------------------- |
| Baesen                                         | Écuyer           | Reconnaissance de noblesse héréditaire pour Louis-Jean Baesen (1845). | 1877    |                                                         |
| Bagenrieux (de) Bagenrieux de Lanquesaint (de) | Baron Écuyer     | Noblesse héréditaire pour Claude-Ignace de Bagenrieux (1782). Reconnaissance de noblesse pour Charles-Henri de Bagenrieux (1823). Titre primogéniture masculine de baron pour Philémon-Joseph de Bagenrieux de Lanquesaint (1839). | 1953    |                                                         |
| Baillet (de) Baillet Latour (de)               | Comte Écuyer     | Noblesse héréditaire pour Maximilien-Antoine de Baillet (1674). Titre primogéniture masculine de comte pour Christophe-Ernest de Baillet (1719). Titre primogéniture masculine de comte pour Jean-Baptiste de Baillet (1744). Titre primogéniture masculine de comte pour Bonaventure de Baillet de la Tour (1752). Reconnaissance du titre primogéniture masculine de comte pour Charles de Baillet (1816). Reconnaissance du titre héréditaire de comte pour Henri, Alfred et Anatole de Baillet (1816). | 1998    |                                                         |
| Ball                                           | Écuyer           | Reconnaissance de noblesse héréditaire pour Antoine-Joseph et John-Alexandre Ball (1924). | 1981    |                                                         |
| Baltia                                         | Baron Écuyer     | Titre primogéniture masculine de baron pour Herman Baltia (1921). | 1938    |                                                         |
| Barnaba                                        | Écuyer           | Titre progéniture masculine de chevalier du Saint-Empire pour Pierre-Antoine Barnaba (1714). Reconnaissance de noblesse héréditaire pour Joseph-Marie Barnaba (1824). | -       |                                                         |
| Bartholeyns                                    | Écuyer           | Concession de noblesse en 1857. |         |                                                         |
| Bastin                                         | -                | Concession de noblesse personnelle et du titre personnel de baronne, ainsi que de l'autorisation de porter le titre de baronne devant le nom de feu son mari, en faveur de Geneviève Bastin (fille de Jules Bastin, mort pour la Belgique), par le roi Baudouin en 1957. | 2008    |                                                         |
| Baudequin de Peuthy                            | Baron Écuyer     | Concession de noblesse en 1589 par le roi Philippe II. Concessions des titres personnels de chevalier en 1623, 1624 et 1661 par le roi Philippe IV. Concession du titre de baron transmissible par ordre de primogéniture en 1766 par l'impératrice Marie-Thérèse. Nomination dans l'ordre équestre du Brabant et inscription sur la première liste officielle des nobles avec le titre de baron transmissible par ordre de primogéniture en 1816. | 1864    | Armes de la famille de Baudequin                        |
| Baudier                                        | Écuyer           | Concession de noblesse en 1749. Reconnaissance de noblesse en 1822. | 1915    | Armoiries de la famille Baudier                         |
| Bauer (de)                                     | Chevalier        | Concession de noblesse avec le titre de chevalier transmissible à tous les descendants mâles porteurs du nom par l'empereur d'Autriche François-Joseph en 1879. Admission dans la noblesse du Royaume avec le titre de chevalier transmissible à tous les descendants mâles porteurs du nom par le roi Léopold II en 1885 . | 2008    |                                                         |
| Baut de Rasmon                                 | Baron Écuyer     | Concession de noblesse en 1758. Nomination dans l'ordre équestre de Flandre Orientale avec inscription sur la première liste officielle des nobles avec le titre de baron transmissible par ordre de primogéniture en 1816. | 1859    | Armoiries de la famille Baut de Rasmon                  |
| Bauwens                                        | Chevalier Écuyer | Concession de noblesse avec titre de chevalier transmissible par ordre de primogéniture en 1843. Concession du titre de chevalier transmissible par ordre de primogéniture en 1866. Armes : d'or, à trois glands tigés et feuillés de sinople. | 1910    |                                                         |
| Bauwens                                        | Écuyer           | Concession de noblesse en 1924. Armes : d'azur à la fasce vivrée d'argent, accompagnée en chef d'une roue à six rayons d'or entre deux quenouilles du même et posées alternativement en bande et en barre, et en pointe d'une fleur de cotonnier d'argent, tigée et feuillée de sinople. | 1938    |                                                         |
| Bay (de)                                       | Écuyer           | Concession de noblesse en 1784. Reconnaissance de noblesse en 1897. | 1931    |                                                         |
| Bayet                                          | Chevalier        | Concession de noblesse avec le titre de chevalier (transmissible à la primogéniture mâle) en 1901 par le roi Léopold II. |         |                                                         |
| Beaucarne                                      | -                | Concession de noblesse personnelle et du titre personnel de chevalier en faveur de Julos Beaucarne, chanteur-compositeur, par le roi Albert II en 2003. | 2021    |                                                         |
| Beaulieu                                       | Baron Chevalier  | Concession de noblesse avec le titre de chevalier transmissible par ordre de primogéniture en 1851. Concession du titre de baron transmissible par ordre de primogéniture en 1857. | 1872    | Blason famille Beaulieu                                 |
| Beeckman (de)                                  | Baron            | Reconnaissance de noblesse en 1637 par l'empereur Ferdinand III. Concession du titre de chevalier du Saint-Empire pour tous les porteurs du nom (branche aînée de Vieusart et branche cadette de Schoore) en 1714 par l'empereur Charles VI. Concession du titre de baron transmissible par ordre de primogéniture en 1774 pour la branche aînée de Vieusart par l'impératrice Marie-Thérèse. Concession du titre de baron transmissible par ordre de primogéniture en 1789 pour la branche cadette de Schoore par l'empereur Joseph II. Nomination dans l'ordre équestre du Brabant avec inscription sur la première liste officielle des nobles avec le titre de baron transmissible par ordre de primogéniture en 1816 par le roi Guillaume Ier pour la branche de Liebertsart issue de la branche aînée. Reconnaissance de noblesse avec le titre de baron transmissible par ordre de primogéniture en 1822 par le roi Guillaume Ier pour la branche aînée de Vieusart. Concession du titre de baron transmissible par ordre de primogéniture et modification d'armoiries en 1842 par le roi Léopold II pour la branche aînée. | 1963    |                                                         |
| Behr                                           | Baron            | Reconnaissance de noblesse et du titre de baron transmissible à tous les descendants porteurs du nom en 1874, 1876 et 1877 par le roi Léopold II. | 1950    |                                                         |
| Beke de Cringen (van der)                      | Écuyer           | Anoblis en 1641 par le roi Philippe IV. Nomination dans l'ordre équestre de Flandre Occidentale en 1816 par le roi Guillaume Ier. Reconnaissance de noblesse en 1822 par le roi Guillaume Ier. | 1871    | Alt=Armes de la famille éteinte van der Beke de Cringen |
| Belpaire Woeste                                | Écuyer           | Concession de noblesse héréditaire à Charles-Alfred-Jean-Marie-Ghislain Belpaire Woeste en 1921 par le roi Albert Ier. | 1940    | -                                                       |
| Bemmel (van)                                   | Baron            | Concession du titre de baron (transmissible par ordre de primogéniture) à Messire Pierre-Joseph de Bemmel par l'empereur François II en 1792. Reconnaissance de noblesse avec le titre de baron transmissible à tous les descendants porteurs du nom par le roi Guillaume Ier en 1823. | 1926    | Armoiries de la famille van Bemmel                      |
| Berghe (van den)                               | Écuyer           | Reconnaissance de noblesse en 1858 et 1861 par le roi Léopold Ier. | 1894    |                                                         |
| Berghe de Binckum (van den)                    | Chevalier        | Concession du titre de chevalier du Saint-Empire par l'empereur Charles VI en 1715. Reconnaissance de noblesse avec le titre de chevalier transmissible à tous les descendants mâles porteurs du nom par le roi Guillaume Ier en 1822. | 1889    | Armoiries de la famille van den Berghe de Binckum       |
| Berghe de Limminghe (van den)                  | Comte            | - Madrid, 17 janvier 1678, roi Charles II d'Espagne : Concession d'armoiries de la ville de Utterlimminghe en faveur de Lamoral van den Berghe. - Madrid, 7 juillet 1964, roi Charles II d'Espagne : Concession du titre (par primogéniture masculine) de comte en faveur de Charles van den Berghe de Limminghe. - Vienne, 6 décembre 1761, impératrice Marie-Thérèse d'Autriche : Concession du titre (par primogéniture masculine) de comte en faveur de Guillaume-François van den Berghe de Limminghe. - Vienne, 1er septembre 1775, impératrice Marie-Thérèse d'Autriche : Élévation de la seigneurie de Limelette au rang de baronnie avec concession du titre (par primogéniture masculine) de baron en faveur de Philippe-Joseph van den Berghe de Limminghe. - La Haye, 13 mars 1816, roi Guillaume Ier des Pays-Bas : Reconnaissance du titre (par primogéniture masculine) de comte en faveur de Eugène-François van den Berghe de Limminghe. | 1891    | Van den Berghe de Limminghe.png                         |
| Bériot (de)                                    | Écuyer           | Reconnaissance de noblesse pour Charles-Auguste de Bériot par le roi Léopold Ier en 1855. | 1922    |                                                         |
| Berlaere (de)                                  | Chevalier        | Concession du titre de chevalier du Saint-Empire et de la particule nobiliaire par l'empereur Charles VI en 1717. Admission dans la noblesse du Royaume avec le titre de chevalier transmissible à tous les descendants mâles porteurs du nom par le roi Guillaume Ier en 1822. | 1889    | Grandes armoiries de la famille de Berlaere             |
| Berlaymont (de)                                | Comte            | Élévation de la seigneurie hennuyère de Berlaymont au rang de comté avec autorisation du port dudit titre pour Charles de Berlaymont en 1574 par le roi Philippe II. Concession du titre de comte de Berlaymont, de Bormenville et de la Chapelle transmissible à tous les descendants porteurs du nom en 1721 par l'empereur Charles VI. Reconnaissance de noblesse et membre de l'ordre équestre de Namur et inscription sur la première liste officielle des nobles avec le titre de comte transmissible à tous les descendants, par le roi Guillaume Ier, en 1816. | 2010    |                                                         |
| Bernier d'Hongerswal                           | Écuyer           | Admission dans la noblesse du Royaume en 1825. | 1850    | Armoiries de la famille Bernier d'Hongerswal            |
| Biberstein-Rogalla-Zawadski                    | Baron            | Nomination dans l'ordre équestre du Limbourg et inscription sur la première liste officielle des nobles avec le titre de baron transmissible à tous les descendants porteurs du nom en 1816 par le roi Guillaume Ier. Concession d'armoiries en 1846 par le roi des Pays-Bas Guillaume II. Admission dans la noblesse du Royaume avec le titre de baron pour tous les descendants porteurs du nom en 1884 par le roi Léopold II. | 1935    | Armoiries de la famille Biberstein-Rogalla-Zawadski     |
| Blanckart (de)                                 | Baron            | Nomination dans l'ordre équestre du Limbourg et inscription sur la première liste officielle des nobles avec le titre de baron pour tous en 1816. | 1968    | Armoiries de la famille Blanckart                       |
| Blavier de la Rocq (le)                        | Baron            | Concession du titre de baron (transmissible par ordre de primogéniture) en 1791 par l'empereur Léopold II. Nomination dans l'ordre équestre de Liège et inscription sur la première liste officielle des nobles avec le titre de baron transmissible à tous les descendants porteurs du nom en 1816. | 1830    |                                                         |
| Blochausen (de)                                | Baron Écuyer     | Concession de noblesse en 1710 par l'empereur Joseph Ier. Reconnaissance de noblesse et concession du titre de aron (transmissible par ordre de primogéniture) en 1827 par le roi Guillaume Ier. | 1915    |                                                         |
| Blois d'Arondeau (de)                          | Vicomte          | Élévation de la seigneurie hennuyère d'Arondeau au rang de vicomté avec autorisation du port dudit titre pour Antoine de Blois, seigneur de Beauregard, etc. en 1675 par le roi Louis XIV. Reconnaissance de noblesse avec le titre de vicomte (transmissible par ordre de primogéniture) en 1823 par le roi Guillaume Ier. | 1964    | Armes de Blois d'Arondeau                               |
| Blondel de Beauregard de Viane (de)            | Baron            | Concession de la chevalerie personnelle par l'empereur Charles Quint en 1554. Concession du titre de baron par le roi Philippe II d'Espagne en 1585. Concession du titre de chevalier par l'archiduc Albert en 1614. Reconnaissance de noblesse et membre du Corps Equestre de Flandre Orientale par le roi Guillaume Ier en 1816. Concession du titre de baron pour tous les descendants par le roi Guillaume Ier en 1819. | 2009    |                                                         |
| Blondel de Schiers (de) Blondel de Colroy (de) | Écuyer           | Concession de noblesse pour Charles-Emmanuel-Alexandre-Marie Blondel, Petrus- Benedictus Blondel de Schiers et Deskin et Philip-Joseph-Emmanuel Blondel de Colroy en 1827 par le roi Guillaume Ier. |         | Armoiries de la famille Blondel                         |
| Bois dit van den Bossche (du)                  | Baron Écuyer     | Rehabilitation dans la noblesse pour Marie-Claire Jacobs, veuve d'Antoine du Bois dit van den Bossche, et ses enfants en 1704 par le roi Philippe V. Confirmation de l'élévation de la seigneurie flamande d'Herdersem (Alost) au rang de baronnie avec autorisation du port dudit titre (transmissible par ordre de primogéniture) pour Messire Pierre-Livin-Louis du Bois dit van den Bossche, en 1792 par l'empereur Léopold II. Nomination dans l'ordre équestre de Flandre Orientale et inscription sur la première liste officielle des nobles avec le titre de baron transmissible par ordre de primogéniture en 1816. | 1901    | Armoiries de la famille du Bois dit van den Bossche     |
| Boniver (de)                                   | Chevalier        | Concession du titre de chevalier du Saint-Empire (transmissible à tous les descendants mâles porteurs du nom) en 1761 par Franz-Anton, comte souverain de Zeil. Concession de noblesse en 1762 par l'impératrice Marie-Thérèse. Reconnaissance de noblesse en 1868 par le roi Léopold II. | 1922    |                                                         |
| Borluut                                        | Écuyer           | Concession des titres (personnels) de chevaliers en 1636 pour Messire Jacques Borluut, seigneur de Schoonberghe, et en 1640 pour Messire Jean Borluut, seigneur d'Assenburg par le roi Philippe IV. Nomination dans l'ordre équestre de Flandre Orientale en 1816. Reconnaissance de noblesse en 1822 par le roi Guillaume Ier. | 1946    | Armoiries de la famille Borluut                         |
| Bossart (de)                                   | Écuyer           | Concession de noblesse avec particule nobiliaire en 1746 par l'empereur François Ier. Reconnaissance de noblesse en 1888 par le roi Léopold II. |         | -                                                       |
| Bossche (van den),                             | Baron            | Concession de noblesse avec le titre de baron (transmissible à tous les descendants porteurs du nom) pour Marie-Joseph-Pierre-Gustave-Louis van den Bossche en 1871 par le roi Léopold II. | 1907    | -                                                       |
| Bounam de Ryckholt (de)                        | Baron            | Concession de noblesse en 1653 par l'empereur Ferdinand III, concession du titre de chevalier du Saint-Empire en 1691 par l'empereur Léopold Ier. Reconnaissance de noblesse avec le titre de baron pour tous en 1822, membre du corps équestre du Limbourg, mention sur la première liste officielle des nobles. | 1926    | Armoiries de la famille de Bounam de Ryckholt           |
| Bounder de Melsbroeck                          | Écuyer           | Anoblis en 1820 par le roi Guillaume Ier. Autorisation par Arrêté royal d'accoler le nom de Melsbroeck en 1897. Concession du titre (personnel) de baron à Messire Théodore-Eugène-Marie Bounder de Melsbroeck en 1897 par le roi Léopold II. | 1927    | Armoiries de la famille Bounder                         |
| Bourcier de Montureux (de)                     | Comte            | Concession de noblesse en 1572 par le duc de Lorraine Charles III. Concession du titre de baron pour tous en 1713 par le duc de Lorraine Léopold Ier. Concession du titre de comte pour tous en 1736 par l'empereur François Ier (à l'époque encore duc de Lorraine). Admission dans la noblesse du Royaume avec le titre de comte pour tous en 1880 par le roi Léopold II. | 1907    |                                                         |
| Bourgain                                       | Écuyer           | Concession de noblesse et du titre personnel de baron en faveur de Jean Bourgain par le roi Philippe en 2016. | 2018    |                                                         |
| Boutier de Catus (de)                          | Baron            | Chevalier de l'Empire en 1809 par l'empereur Napoléon Ier. Baron par patentes du roi de France Louis XVIII en 1819. Reconnaissance de noblesse et du titre de baron en 1855 à Théodore. |         |                                                         |
| Briers                                         | -                | Concession de noblesse personnelle et du titre personnel de chevalier en faveur de Jan Briers, professeur émérite de l'université de Gand, fondateur et vice-président du Festival van Vlaanderen par le roi Albert II en 1995. | 2007    |                                                         |
| Brouckère (de)                                 | Chevalier        | Concession du titre de chevalier transmissible par descendance masculine par le roi Guillaume Ier en 1817. | 1914    |                                                         |
| Brugmann de Walzin                             | Baron            | Concession de noblesse et du titre de baron transmissible par ordre de primogéniture masculine en faveur d'Alfred Brugmann par le roi Albert Ier en 1912. | 2006    |                                                         |

- Haut – A
- B
- C
- D
- E
- F
- G
- H
- I
- J
- K
- L
- M
- N
- O
- P
- Q
- R
- S
- T
- U
- V
- W
- X
- Y
- Z

## C
| Nom                                              | Titre            | Remarques | Date d'extinction | Armes |
| ------------------------------------------------ | ---------------- | --- | ----------------- | --- |
| Caïmo                                            | Écuyer           | Nomination de Charles-Thomas-Joseph Caïmo en tant que conseiller près le Grand Conseil des Pays-Bas à Malines, la fonction conférait à son titulaire la noblesse héréditaire pour autant que besoin ; nomination faite en 1741 par l'archiduchesse Marie-Élisabeth Gouvernante des Pays-Bas autrichiens. Reconnaissance de noblesse en 1867 et 1871 par le roi Léopold II. | 1936              | |
| Calf de Noidans                                  | Écuyer           | Admission dans la noblesse du Royaume et désignation comme membre du corps équestre avec le titre personnel de comte par le roi Guillaume Ier en 1816. Mention sur la première liste officielle des nobles. | 2018              | |
| Camberlyn d'Amougies                             | Chevalier Écuyer | Reconnaissance de noblesse et du titre de chevalier transmissible par ordre de primogéniture masculine par le roi Guillaume Ier en 1816. Membre du corps équestre de Flandre Orientale. Mention sur la première liste officielle des nobles. Reconnaissance de noblesse et concession du titre de chevalier transmissible par ordre de primogéniture masculine par le roi Guillaume Ier en 1818. | 2011              | |
| Campo                                            | -                | Concession de noblesse personnelle et du titre personnel de baron en faveur de Lodewijk dit Lode Campo, administrateur du Vlaams Economisch Verbond, de la KU Leuven et de la KU Brussel, par le roi Albert II en 1993. | 2009              | |
| Candele (le) Candele de Ghyseghem (le)           | Baron Écuyer     | Concession du titre personnel de chevalier pour Messire Maximilien le Candele, seigneur de Herbamez, en 1555 par l'Infant Philippe, futur roi Philippe II, prince souverain des Pays-Bas à l'abdication de son père Charles Quint en 1555. Reconnaissance de noblesse avec augmentation d'armoiries pour Jeanne-Isabelle Goos, veuve de Messire Robert le Candele, ainsi que pour leurs enfants, en 1743 par l'impératrice Marie-Thérèse. Nomination dans l'ordre équestre de Flandre-Orientale pour Messire Charles-Pierre-Joseph le Candele de Ghyseghem, avec le titre de baron, en 1816 par le roi Guillaume Ier. Reconnaissance de noblesse et concession du titre de baron (transmissible par ordre de primogéniture) pour Messire André-François le Candele en 1857 par le roi Léopold Ier. | 1880              | |
| Capiaumont                                       | Écuyer           | Concession du titre de comte (transmissible par ordre de primogéniture) pour Alexis-Adolphe Capiaumont en 1869 par le pape Pie IX. Concession de noblesse en 1871 par le roi Léopold II. | 1937              | blasonnement: "d'or, au chevron de gueules, accompagné de trois quintefeuilles de même, au chef de gueules, chargé d'un lion léopardé d'argent, armé et lampassé d'azur, tenant de la dextre une épée d'argent, garnie d'or, et chargé sur l'épaule d'un écusson coupé d'or et d'argent, à la croix pattée alésée de sable brochant." |
| Carnin de Staden (de) Carnin de Vinderhoute (de) | Comte Écuyer     | Concession du titre personnel de chevalier pour Messire Jean de Carnin, seigneur de Saint-Léger en 1616 par l'archiduc Albert, gouverneur des Pays-Bas espagnols. Élévation de la seigneurie flamande de Staden au rang de comté avec autorisation du port du titre de comte de Carnin de Staden (transmissible par ordre de primogéniture) pour le chevalier Jean de Carnin, les branches cadettes portant le titre de comte de Carnin, en 1712 par le roi Louis XIV. Nomination dans l'ordre équestre de Flandre-Occidentale pour Messire Jean-Charles de Carnin de Staden, avec le titre de comte (transmissible par ordre de primogéniture) ; et dans l'ordre équestre de Flandre-Orientale pour Messire Louis-François de Carnin de Vinderhoute ; en 1816 par le roi Guillaume Ier.           | 1879              | |
| Chasteler de Moulbaix (du)                       | Marquis Baron    | Concession du titre personnel de chevalier à Gabriel du Chasteler dit de Moulbaix, seigneur de Wadimpreau, en 1597 par le roi Philippe II. Concession du titre de marquis en 1725 par l'empereur Charles VI. Augmentation d'armoiries en 1769 par l'impératrice Marie-Thérèse. Élévation de la seigneurie brabançonne d'Incourt au rang de baronnie avec autorisation du port dudit titre (transmissible par ordre de primogéniture) en 1776 par l'impératrice Marie-Thérèse. Nomination en 1816 dans l'ordre équestre du Hainaut et inscription sur la première liste officielle des nobles avec le titre de marquis. | 1873              | |
| Clerdent                                         | Écuyer           | Concession de noblesse héréditaire et du titre personnel de baron en faveur de Pierre Clerdent par le roi Baudouin en 1971. Concession du titre personnel de comte au baron Pierre Clerdent par le roi Albert II en 1995. | 2006              | blasonnement: "parti d'azur, à la croix d'or, cantonnée de quatre étoiles à six rais d'or, et d'azur, à la ruche d'or, accompagnée d'abeilles sans nombre essorantes de même, au chef de sable, au lion issant d'or, armé et lampassé de gueules."                                                                                    |
| Clerque Wissocq de Sousberghe (de)               | Vicomte          | Concession de noblesse par le roi Philippe IV en 1641. Erection de la seigneurie artésienne de Clerque au rang de vicomté avec autorisation du port dudit titre transmissible par ordre de primogéniture masculine par le roi Philippe IV en 1659. Modification d'armoiries par le roi Charles II en 1675. Reconnaissance de noblesse et du titre de vicomte transmissible par ordre de primogéniture masculine par le roi Guillaume Ier en 1816. Membre de l'ordre équestre de Flandre Orientale et mention sur la première liste officielle des nobles. Autorisation d'adjoindre à leur nom celui de « de Sousberghe »en 1894. | 2016              | Armes de la famille de Clerque Wissocq de Sousberghe |
| Coekelbergs                                      | Écuyer           | Concession de noblesse héréditaire et du titre personnel de baron en faveur de Roger Coekelbergs par le roi Albert II en 2013 | 2021              | blasonnement: "parti d'azur, à la croix d'or, cantonnée de quatre étoiles à six rais d'or, et d'azur, à la ruche d'or, accompagnée d'abeilles sans nombre essorantes de même, au chef de sable, au lion issant d'or, armé et lampassé de gueules."                                                                                    |
| Coghen                                           | Comte            | Concession du titre personnel de comte romain en faveur de Jacques Coghen par le pape Grégoire XVI en 1837. Confirmation par le roi Léopold Ier du titre de comte transmissible à la primogéniture masculine en faveur du même en 1839. | 1891              | blasonnement: "parti d'azur, à la croix d'or, cantonnée de quatre étoiles à six rais d'or, et d'azur, à la ruche d'or, accompagnée d'abeilles sans nombre essorantes de même, au chef de sable, au lion issant d'or, armé et lampassé de gueules."                                                                                    |
| Copis (de)                                       | Baron            | Reconnaissance de noblesse et du titre de baron transmissible à tous les descendants par le roi Guillaume Ier en 1816. Membre du corps équestre de Limbourg. Mention sur la première liste officielle des nobles. | 1913              | blasonnement: "parti d'azur, à la croix d'or, cantonnée de quatre étoiles à six rais d'or, et d'azur, à la ruche d'or, accompagnée d'abeilles sans nombre essorantes de même, au chef de sable, au lion issant d'or, armé et lampassé de gueules."                                                                                    |
| Cooreman                                         | -                | Concession de noblesse personnelle et du titre de baronne en faveur de Léonia Cooreman dite Annie Cordy, chanteuse et comédienne, par le roi Albert II en 2005. | 2020              | blasonnement: "parti d'azur, à la croix d'or, cantonnée de quatre étoiles à six rais d'or, et d'azur, à la ruche d'or, accompagnée d'abeilles sans nombre essorantes de même, au chef de sable, au lion issant d'or, armé et lampassé de gueules."                                                                                    |
| Crahay                                           | Écuyer           | Concession de noblesse héréditaire et du titre personnel de baron en faveur d'Albert Crahay par le roi Baudouin en 1982. | 2016              | blasonnement: "parti d'azur, à la croix d'or, cantonnée de quatre étoiles à six rais d'or, et d'azur, à la ruche d'or, accompagnée d'abeilles sans nombre essorantes de même, au chef de sable, au lion issant d'or, armé et lampassé de gueules."                                                                                    |

- Haut – A
- B
- C
- D
- E
- F
- G
- H
- I
- J
- K
- L
- M
- N
- O
- P
- Q
- R
- S
- T
- U
- V
- W
- X
- Y
- Z

## D
| Nom | Titre                | Remarques | Date d'extinction | Armes |
| --- | -------------------- | --- | ----------------- | --- |
| Daminet | Baron                | Concession de noblesse avec le titre de chevalier transmissible par ordre de primogéniture en 1843 par le roi Léopold Ier. Concession du titre de baron transmissible par ordre de primogéniture en 1848 par le roi Léopold Ier. | 1926              | |
| Desmanet Desmanet d'Erquenne Desmanet de Boutonville Desmanet de Sains Desmanet de Grignart Desmanet de Biesme | Vicomte Baron Écuyer | Concession de noblesse en 1660 par le roi Philippe IV. Homologation du titre liégeois (principauté de Liège) de vicomte d'Ahérée dans les Pays-Bas espagnols en 1712 par le duc Maximilien-Emmanuel de Bavière. Admission dans la noblesse du Saint-Empire en 1723 et 1725 par l'empereur Charles IV. Nomination dans l'ordre équestre du Hainaut en 1816 et l'ordre équestre de Namur en 1816 pour la branche de Biesme et en 1817 pour la branche de Boutonville. Concession du titre de baron pour la branche de Boutonville et reconnaissance de noblesse pour les branches de Sains et de Grignart en 1822 par le roi Guillaume Ier. Concession du titre de vicomte (transmissible par ordre de primogéniture) pour la branche de Biesme en 1824 par le roi Guillaume Ier. Concession du titre personnel de vicomtesse à Marie-Louise-Pauline-Ghislaine Desmanet d'Erquenne en 1889 par le roi Léopold II. | 1923              | |
| Degroux | -                    | Concession de noblesse personnelle en 1994 et du titre personnel de baronne en 1998, par le roi Albert II, en faveur d'Odette Degroux, fondatrice et présidente honoraire des Trois Pommiers, de la Maison Maternelle du Chant d'Oiseau et des Compagnons Dépanneurs. | 2013              | blasonnement: "parti d'azur, à la croix d'or, cantonnée de quatre étoiles à six rais d'or, et d'azur, à la ruche d'or, accompagnée d'abeilles sans nombre essorantes de même, au chef de sable, au lion issant d'or, armé et lampassé de gueules." |
| Delahaut | -                    | Concession de noblesse personnel et du titre personnel de baronne en faveur de Mariette Delahaut, fondatrice d’écoles d’enseignement spécialisé, par le roi Philippe en 2018. | 2023              | blasonnement: "parti d'azur, à la croix d'or, cantonnée de quatre étoiles à six rais d'or, et d'azur, à la ruche d'or, accompagnée d'abeilles sans nombre essorantes de même, au chef de sable, au lion issant d'or, armé et lampassé de gueules." |
| Destella | Écuyer               | Concession de noblesse héréditaire en faveur d'Hector Destella, professeur émérite à l'université de Gand, vice-président de l'Académie royale de médecine de Belgique, par le roi Baudouin en 1954. | 2007              | blasonnement: "parti d'azur, à la croix d'or, cantonnée de quatre étoiles à six rais d'or, et d'azur, à la ruche d'or, accompagnée d'abeilles sans nombre essorantes de même, au chef de sable, au lion issant d'or, armé et lampassé de gueules." |
| Dilft (van der) Dilft de Borghvliet (van der)                                                                  | Comte                | Concession du titre personnel de chevalier en 1596 et 1598 par le roi Philippe II. Concession du titre de comte (transmissible par ordre de primogéniture en 1771 par l'impératrice Marie-Thérèse. Nomination dans l'ordre équestre du Brabant avec le titre de comte en 1816 par le roi Guillaume Ier. Extension du titre de comte à tous les descendants porteurs du nom en 1871 par le roi Léopold II. | 1947              | |
| Domis de Semerpont                                                                                             | Baron Écuyer         | Reconnaissance de noblesse en 1873 par le roi Léopold II. Concession du titre de baron (transmissible par ordre de primogéniture en 1888 par le roi Léopold II. | 1947              | blasonnement: "parti d'azur, à la croix d'or, cantonnée de quatre étoiles à six rais d'or, et d'azur, à la ruche d'or, accompagnée d'abeilles sans nombre essorantes de même, au chef de sable, au lion issant d'or, armé et lampassé de gueules." |
| Douxchamps Segesser de Brunegg                                                                                 | Écuyer               | Concession de noblesse et du titre personnel de chevalier en faveur de Henri Douxchamps Segesser de Brunegg en 1993 par le roi Albert II. | 2019              | blasonnement: "parti d'azur, à la croix d'or, cantonnée de quatre étoiles à six rais d'or, et d'azur, à la ruche d'or, accompagnée d'abeilles sans nombre essorantes de même, au chef de sable, au lion issant d'or, armé et lampassé de gueules." |
| Duvivier | Baron Écuyer         | Concession du titre de chevalier de l'Empire transmissible par ordre de primogéniture masculine par l'empereur Napoléon Ier en 1810. Concession de noblesse et du titre de baron transmissible par ordre de primogéniture masculine par le roi Guillaume Ier en 1823 et 1829. Concession de noblesse et du titre de baron transmissible par ordre de primogéniture masculine par le roi Léopold Ier en 1852. | 1937              | |

- Haut – A
- B
- C
- D
- E
- F
- G
- H
- I
- J
- K
- L
- M
- N
- O
- P
- Q
- R
- S
- T
- U
- V
- W
- X
- Y
- Z

## E
| Nom                                                                    | Titre                   | Remarques | Date d'extinction | Armes |
| ---------------------------------------------------------------------- | ----------------------- | --- | ----------------- | --- |
| Eesbeke (d') dit van der Haeghen                                       | Vicomte Baron Chevalier | Réhabilitation de noblesse et concession de noblesse pour autant que besoin par le roi Philippe IV en 1652. Concession du titre de vicomte transmissible par ordre de primogéniture masculine à Messire Honoré-Henri d'Eesbeke dit van der Haeghen ; concession du titre de baron transmissible par ordre de primogéniture à Messire Honoré-Ignace d'Eesbeke dit van der Haeghen et concession du titre de chevalier à tous les autres descendants mâles porteurs du nom par l'empereur Charles VI en 1725. Concession du titre de baron de l'Empire transmissible par ordre de primogéniture masculine à la suite de la constitution d'un majorat par l'empereur Napoléon Ier en 1813. Reconnaissance de noblesse et nomination dans l'ordre équestre de Flandre-Orientale par le roi Guillaume Ier en 1816. Reconnaissance du titre de baron transmissible par ordre de primogéniture masculine par le roi Léopold Ier en 1847. | 1858              | blasonnement: "parti d'azur, à la croix d'or, cantonnée de quatre étoiles à six rais d'or, et d'azur, à la ruche d'or, accompagnée d'abeilles sans nombre essorantes de même, au chef de sable, au lion issant d'or, armé et lampassé de gueules." |
| Ennetières (d') (nl) Ennetières d'Hust (d') Ennetières des Mottes (d') | Comte                   | Concession de noblesse du Saint-Empire par l'empereur Charles Quint en 1524. Homologation de la concession impériale de noblesse dans les Pays-Bas espagnols par le roi Philippe II en 1588. Concession du titre personnel de chevalier à Messire Jean d'Ennetières, seigneur d'Harlebois, en 1620 par l'archiduc Albert d'Autriche. Concessions des titres personnels de chevalier pour Messire Jacques d'Ennetières, seigneur d'Harlebois, en 1625 ; pour Messire Jean d'Ennetières, seigneur de Le Maisnil en 1626 ; pour Messire Pierre d'Ennetières, seigneur de La Grusonnerie en 1627 par le roi Philippe IV. Concessions des titres personnels de chevalier pour Messire Charles-Philippe d'Ennetières, seigneur de Croisaumont, en 1641 ; pour Messire Philippe-François d'Ennetières, seigneur des Mottes, en 1644 ; et augmentation d'armoiries en 1659 par le roi Philippe IV. Élévation de la seigneurie hennuyère de La Berlière (Ath) au rang de baronnie avec autorisation du port dudit titre (transmissible par ordre de primogéniture masculine) en 1664 par le roi Philippe IV. Concession du titre personnel de chevalier à Messire Arnould-Jean d'Ennetières, seigneur de Watines, en 1676 par le roi Louis XIV. Concession du titre de marquis des Mottes (transmissible par ordre de primogéniture) en 1680 par le roi Charles II. Augmentation d'armoiries pour le marquis Joseph-Marie-Édouard-Baudri d'Ennetières et des Mottes, comte de Mouscron, d'Hust et du Saint-Empire, en 1786 par l'empereur Joseph II. Reconnaissance de noblesse et du titre de marquis transmissible à tous les descendants porteurs du nom) par le roi Guillaume Ier en 1816. Membre de l'ordre équestre du Hainaut en 1816. Reconnaissance du titre de marquis d'Ennetières et des Mottes, transmissible à tous les descendants porteurs du nom, et des titres personnels de comte de Mouscron, d'Hust et du Saint-Empire et de baron d'Heule et de La Berlière pour Messire Frédéric-Joseph d'Ennetières par le roi Guillaume Ier en 1822. Reconnaissance de noblesse avec le titre de comte transmissible à tous les descendants porteurs du nom pour Messire Camille-Frédéric d'Ennetières d'Hust par le roi Guillaume Ier en 1822. | 1925              | Blason famille d'Ennetières |
| Ensor                                                                  | Baron                   | Concession de noblesse et du titre de baron transmissible par ordre de primogéniture masculine en faveur de James Ensor, par le roi Albert Ier en 1930. | 1949              | - |
| Erp de Holt et Baerlo (d'),                                            | Baron                   | Reconnaissance de noblesse et du titre de baron transmissible à tous les descendants porteurs du nom en faveur d'Henri d'Erp tot Holt van Baerlo (nl) par le roi Guillaume Ier en 1816. Membre du Corps équestre du Limbourg. | 1992              | - |
| Ertborn (van) (nl)                                                     | Baron Chevalier         | Concession du titre de chevalier transmissible à tous les descendants mâles porteurs du nom par l'impératrice Marie-Thérèse en 1767. Concession du titre de baron transmissible par ordre de primogéniture masculine avec augmentation d'armoiries par l'impératrice Marie-Thérèse en 1779. Reconnaissance de noblesse et du titre de baron transmissible par ordre de primogéniture masculine et du titre de chevalier pour tous les descendants mâles porteurs du nom par le roi Guillaume Ier en 1816. Nomination dans l'ordre équestre d'Anvers et inscription sur la première liste officielle des nobles. Reconnaissance de noblesse et du titre de chevalier pour tous les descendants mâles porteurs du nom par le roi Guillaume Ier en 1822 et 1825. Concession du titre de baron transmissible par ordre de primogéniture masculine par le roi Léopold Ier en 1856. | 1932              | blasonnement: "parti d'azur, à la croix d'or, cantonnée de quatre étoiles à six rais d'or, et d'azur, à la ruche d'or, accompagnée d'abeilles sans nombre essorantes de même, au chef de sable, au lion issant d'or, armé et lampassé de gueules." |
| Espiennes (d')                                                         | Comte Écuyer            | Concession du titre personnel de chevalier avec confirmation de noblesse autant que de besoin par le roi Charles II en 1690. Concession de noblesse par le roi Philippe IV en 1657. Concession du titre personnel de chevalier par le roi Philippe IV en 1663. Concession du titre de comte transmissible par ordre de primogéniture masculine par le roi Guillaume Ier en 1822. | 1940              | - |
| Estrix de Terbeeck                                                     | Chevalier               | Concession de noblesse héréditaire par le roi Guillaume Ier en 1818. Autorisation d'accoler le nom de Terbeeck à son nom par le roi Léopold Ier en 1841. Concession du titre de chevalier transmissible par ordre de primogéniture masculine par le roi Léopold Ier en 1846. | 1894              | blasonnement: "parti d'azur, à la croix d'or, cantonnée de quatre étoiles à six rais d'or, et d'azur, à la ruche d'or, accompagnée d'abeilles sans nombre essorantes de même, au chef de sable, au lion issant d'or, armé et lampassé de gueules." |

- Haut – A
- B
- C
- D
- E
- F
- G
- H
- I
- J
- K
- L
- M
- N
- O
- P
- Q
- R
- S
- T
- U
- V
- W
- X
- Y
- Z

## F
| Nom                                        | Titre          | Remarques | Date d'extinction | Armes |
| ------------------------------------------ | -------------- | --- | ----------------- | --- |
| Faing d'Aigremont (du)                     | Écuyer         | Concession du titre personnel de chevalier en faveur de Gilles du Faing (en) par le roi Philippe II en 1595. Erection de la seigneurie de Jamoigne en baronnie et concession du titre de baron transmissible par ordre de primogéniture masculine en faveur du même par le roi Philippe IV en 1623. Erection en comté de la seigneurie d'Hasselt (Grammont) et concession du titre de comte transmissible par ordre de primogéniture masculine en faveur de Philippe du Faing par le roi Philippe IV en 1661. Reconnaissance de noblesse en faveur de Godefroid du Faing d'Aigremont par le roi Guillaume Ier en 1816. Nomination au Corps équestre du Luxembourg. | 1880              | - |
| Feller (de)                                | Écuyer         | Anoblissement de Dominique Feller par la reine Marie-Thérèse en 1741. Reconnaissance de noblesse de Jean de Feller par le roi Guillaume Ier en 1816. Nomination au Corps Equestre du Luxembourg. | 1837              | - |
| Feltz (de)                                 | Baron          | Anoblissement de Jean-Ignace de Feltz par l'empereur Charles VI en 1740. Concession posthume du titre de baron transmissible par ordre de primogéniture masculine en faveur du même par l'impératrice Marie-Thérèse en 1757. Concession du titre de baron transmissible par ordre de primogéniture masculine en faveur de Guillaume de Feltz par l'impératrice Marie-Thérèse en 1772. Reconnaissance de noblesse et du titre de baron transmissible à tous les descendants en faveur du même par le roi Guillaume Ier en 1816. Nomination au Corps équestre du Luxembourg. Membre de la première liste officielle des nobles. | 1853              | - |
| Ficquelmont de Vyle (de)                   | Comte          | Reconnaissance de noblesse et du titre de comte transmissible par ordre de primogéniture masculine en faveur d'Antoine de Ficquelmont par le roi Guillaume Ier en 1822. Reconnaissance de noblesse et du titre de comte transmissible à tous les descendants du nom en faveur de Florimond de Ficquelmont de Vyle par le roi Guillaume Ier en 1816. Nomination au Corps équestre de Liège. Mention sur la première liste officielle des nobles. Admission dans la noblesse du Royaume avec le titre de comte transmissible à tous les descendants du nom en faveur de Charles de Ficquelmont par le roi Léopold II en 1885. | 1991              | blasonnement: "parti d'azur, à la croix d'or, cantonnée de quatre étoiles à six rais d'or, et d'azur, à la ruche d'or, accompagnée d'abeilles sans nombre essorantes de même, au chef de sable, au lion issant d'or, armé et lampassé de gueules." |
| Floen d'Adlercrona (de) (nl)               | Baron          | Anoblissement et adjonction du nom Adlercrona par le roi Charles XI de Suède, pour Jean de Floen en 1674. Reconnaissance de noblesse et du titre de baron transmissible à tous les descendants du nom en faveur de Pierre de Floen d'Adlercrona (nl) et de Philippe de Floen d'Adlercrona par le roi Guillaume Ier en 1816. Membres du Corps équestre de la province de Liège. Mention sur la première liste officielle des nobles. | 1866              | |
| Florisone (de)                             | Écuyer         | Anoblissement de Joseph-Marie-Aloyse Florisone par l'empereur Léopold II en 1791. Reconnaissance de noblesse avec adjonction de la particule pour Léopold-Joseph-Charles Florisone, fils du précédent, par le roi Guillaume Ier des Pays-Bas en 1827. Reconnaissance de noblesse avec adjonction de la particule pour François-Marie-Auguste Florisone, frère du précédent, par le roi Guillaume Ier des Pays-Bas en 1829. | 1900              | - |
| Fontaine (de la)                           | Écuyer         | Concession de noblesse en faveur de Prosper de la Fontaine par le roi Albert Ier en 1933. | 1963              | - |
| Fosse (van der)                            | Vicomte Écuyer | Confirmation de noblesse en faveur de Guillaume-François van der Fosse par l'impératrice Marie-Thérèse en 1764. Reconnaissance de noblesse et du titre de vicomte transmissible par ordre de primogéniture masculine en faveur de Alexandre van der Fosse par le roi Guillaume Ier des Pays-Bas en 1816. Nomination au Corps équestre de la Flandre Occidentale. Mention sur la première liste officielle des nobles. Reconnaissance de noblesse en faveur de Hyacinthe-Charles van der Fosse et nomination au Corps équestre du Brabant par le roi Guillaume Ier des Pays-Bas en 1817. | 1879              | - |
| Fossion                                    | Écuyer         | Concession de noblesse héréditaire et du titre personnel de baron en faveur d'Henri Fossion par le roi Baudouin en 1986. | 1992              | Armes de la famille Fossion |
| Foullon de Villers Sainte Gertrude         | Baron          | Concession de noblesse et de quatre quartiers nobles pour Erasme Foullon par l'empereur Ferdinand III en 1653. Augmentation d'armoiries par l'empereur Léopold Ier en 1695. Concession du titre de libre baron du Saint-Empire, transmissible à tous les descendants du nom, en faveur de Jacques de Foullon par l'empereur Charles VI en 1740. Reconnaissance de noblesse et du titre de baron transmissible à tous les descendants en faveur de Jacques Foulon de Villers-Sainte-Gertrude par le roi Guillaume Ier en 1816. Membre du Corps équestre de Liège. | 1819              | - |
| Four (du)                                  | Baron          | Concession de noblesse héréditaire en faveur de François du Four par le roi Albert Ier en 1911. Concession du titre de baron transmissible par ordre de primogéniture masculine en faveur du même par le même souverain en 1929. | 2013              | - |
| Fourmanoit                                 | Écuyer         | Concession de noblesse héréditaire en faveur de Robert Fourmanoit, consul général honoraire de Belgique à Gênes, par le roi Baudouin en 1973. | 2009              | - |
| Fourneau(x) de Cruquenbourg de Vichte (de) | Comte Baron    | Anoblissement de Simon Fourneau par l'empereur Charles Quint en 1555. Concession du titre personnel de chevalier par le roi Philippe IV en 1623 et 1626. Concession du titre de libre baron du Saint-Empire, transmissible à tous les descendants, en faveur de Philippe de Fourneau dit de Cruyquemburgh et Chapelle par l'empereur Ferdinand III en 1643. Concession du titre de baron transmissible par ordre de primogéniture masculine en faveur du même par le roi Philippe IV en 1650. Concession du titre de comte transmissible par ordre de primogéniture masculine en faveur du même par le roi Philippe IV en 1662. Reconnaissance de noblesse et du titre de comte transmissible par ordre de primogéniture masculine et du titre de baron transmissible aux autres descendants, en faveur de Henri Fourneau de Cruyckenburgh de Vichte, par le roi Guillaume Ier en 1816. | 1924              | - |
| Francqué                                   | Écuyer         | Réhabilitation de noblesse avec anoblissement pour autant que de besoin pour Antoine (à titre posthume et avec augmentation d'armoiries), François et Albert Francqué par la reine-régente Marie-Anne en 1668. Réhabilitation de noblesse avec anoblissement pour autant que de besoin pour les enfants du défunt Simon Francqué par l'empereur Charles VI en 1717. Concession du titre de baron transmissible par ordre de primogéniture masculine en faveur d'Emmanuel Francqué, écuyer, par l'impératrice Marie-Thérèse en 1760. Concession du titre de libre baron du Saint-Empire transmissible à tous les descendants du nom et autorisation de porter la qualification de « Wohlgeboren » en faveur d'Emmanuel Francqué par l'impératrice Marie-Thérèse en 1766. Concession du titre de baron transmissible par ordre de primogéniture masculine en faveur de François Francqué par l'impératrice Marie-Thérèse en 1779. Reconnaissance de noblesse en faveur d'Alexandre Francqué par le roi Léopold Ier en 1857. | 1886              | - |
| Franeau de Gommignies                      | Comte Écuyer   | Concession du titre personnel de chevalier à Philippe Franeau par le roi Philippe II d'Espagne en 1583. Concession du titre personnel de chevalier à Séverin Franeau par le roi Philippe II en 1595. Concession du titre personnel de chevalier en faveur de Philippe Franeau par le roi Philippe IV en 1627. Concession du titre personnel de chevalier à Maximilien Franeau par le roi Philippe IV en 1647. Concession du titre de vicomte transmissible par ordre de primogéniture, ainsi que des privilèges réservés aux chevaliers hennuyers, en faveur de Georges de Franeau par le roi Charles II en 1687. Érection en comté de la seigneurie de Gommegnies et concession du titre de comte transmissible par ordre de primogéniture masculine en faveur d'Albert Franeau, chevalier, vicomte de Canteleu, par le roi Louis XIV en 1709. Augmentation d'armoiries en faveur de François Franeau, comte de Gommignies, par l'empereur Joseph II en 1783. Reconnaissance de noblesse et du titre de « comte de Gommignies » transmissible par ordre de primogéniture masculine en faveur de Philippe de Franeau par le roi Guillaume Ier en 1827. | 19??              | - |
| Frantzen                                   | Écuyer         | Anoblissement de Charles Frantzen par l'impératrice Marie-Thérèse en 1756. Reconnaissance de noblesse en faveur de Lambert, François et Jean Frantzen par le roi Guillaume Ier en 1823. | 1963              | - |
| Fraula de Broechem (de)                    | Vicomte Écuyer | Pour la première branche : Nomination de Thomas de Fraula comme conseiller et commis au Conseil des Finances à Bruxelles par l'électeur Maximilien-Emmanuel de Bavière, gouverneur général des Pays-Bas espagnols, en 1700. Cette charge conférait au besoin la noblesse héréditaire. Concession du titre de vicomte transmissible par ordre de primogéniture en faveur du même par l'empereur Charles VI en 1732. Concession du titre de comte transmissible par ordre de primogéniture en faveur du même par l'empereur Charles VI en 1736. Concession du titre de vicomte transmissible par ordre de primogéniture en faveur de Jean-Baptiste-Guillaume-Joseph de Fraula, fils puîné du précédent, par l'empereur Charles VI en 1736. Pour la seconde branche : Concession du titre de baron transmissible par ordre de primogéniture en faveur de Charles-Joseph de Fraula, écuyer, par la reine (future impératrice) Marie-Thérèse en 1741. Concession des titres de baron et de vicomte transmissibles par ordre de primogéniture en faveur de Jean-Charles-Antoine de Fraula, fils du précédent, par l'empereur Joseph II en 1783. Reconnaissance de noblesse et du titre de vicomte transmissible par ordre de primogéniture masculine en faveur de Hippolyte de Fraula de Broechem (nl) par le roi Guillaume Ier des Pays-Bas en 1816. Nomination au Corps équestre de la province d'Anvers. Mention sur la première liste officielle des nobles. | 1868              | |
| Fromenteau de Ruyff (de)                   | Baron          | Anoblissements par le duc de Lorraine Léopold Ier en 1719 de François Fromanteau, négociant, et de son frère, Matthieu Fromanteau, receveur général des domaines, gabelles et fermes du duché de Lorraine. Concession du titre de baron, transmissible par ordre de primogéniture, à Lambert-Antoine de Fromenteau de Ruyff, receveur général des domaines au duché de Limbourg, fils du précédent, par l'empereur Joseph II en 1784. Reconnaissance de noblesse et du titre de baron transmissible par ordre de primogéniture masculine en faveur de Mathieu de Fromanteau de Ruyff (nl) par le roi Guillaume Ier des Pays-Bas en 1816. Nomination au Corps équestre de la province de Liège. Mention sur la première liste officielle des nobles. | 1831              | - |

- Haut – A
- B
- C
- D
- E
- F
- G
- H
- I
- J
- K
- L
- M
- N
- O
- P
- Q
- R
- S
- T
- U
- V
- W
- X
- Y
- Z

## G
| Nom                                   | Titre                | Remarques | Date d'extinction | Armes |
| ------------------------------------- | -------------------- | --- | ----------------- | ----- |
| Gaillard de Fassignies                | Écuyer               | Anoblissement de Jean-Charles Gaillard, bourgmestre de la ville de Chièvres, par le roi Philippe V d'Espagne en 1709. Cette concession fut d'abord invalidée par le décret de 1716, puis ratifiée par l'édit de 1726 moyennant enregistrement aux Pays-Bas. Celui-ci n'ayant pas été effectué, ces lettres sont restées sans effet. 1re branche : Reconnaissance de noblesse en faveur d'Ignace-Emmanuel-Joseph Gaillard de Fassignies, par le roi Guillaume Ier des Pays-Bas en 1822. 2e branche : Concession du titre de libre baron du Saint-Empire, transmissible à tous les descendants du nom, et octroi de la qualification de « Wohlgeboren » à Emmanuel Gaillard de Fassignies, chevalier de l'ordre militaire de Marie-Thérèse, capitaine d'infanterie, petit-fils de l'auteur de la lignée et oncle du précédent, par l'impératrice Marie-Thérèse en 1764. | 1866              |       |
| Gamard                                | Écuyer               | Anoblissement d'Arnold-Joseph-Marie-Pacifique Gamard par le roi Léopold II en 1890. | 1966              | -     |
| Ganshof van der Meersch               | Vicomte              | Autorisation de joindre à leur nom celui de van der Meersch par arrêté royal en 1927. Concession de noblesse et du titre de vicomte transmissible par ordre de primogéniture masculine par le roi Baudouin en 1974. | 2005              | -     |
| Gavre (de)                            | Prince Marquis Comte | - Prague, 20 juin 1592, empereur Rodolphe II du Saint-Empire : Élévation de la baronnie de Gingelom au rang de comté du Saint-Empire avec concession du titre (héréditaire) de comte en faveur de Carolus de Gavre, baron de Vorsen. - Madrid, 18 mars 1597, roi Philippe II d'Espagne : Concession du titre (personnel) de chevalier en faveur de Charles de Gavre, comte de Vorsen et du Saint-Empire. - Madrid, 18 mars 1597, roi Philippe II d'Espagne : Concession du titre (personnel) de chevalier en faveur de Adrien de Gavre, seigneur de Aiseau. - Nieuwpoort, 20 mars 1602, archiduc Albert d'Autriche : Concession du titre (par primogéniture masculine) de comte de Vorsen en faveur de Charles de Grave, comte de Vorsen et du Saint-Empire. - Ratisbonne, 24 mars 1623, empereur Ferdinand II du Saint-Empire : Élévation de la baronnie Peer au rang de comté du Saint-Empire avec concession du titre (héréditaire) de comte de Vorsen et du Saint-Empire en faveur de Carolus de Gavre, comte de Vorsen. - Aranjuez, 23 avril 1625, roi Philippe IV d'Espagne : Élévation de la seigneurie de Aiseau au rang de marquisat avec concession du titre (par primogéniture masculine) de marquis en faveur de Rasse de Gavre, comte de Beaurieu. - Vienne, 13 juin 1736, empereur Charles VI du Saint-Empire : Concession du titre (par primogéniture masculine) de prince en faveur de Charles-Emmanuel de Grave, marquis de Aiseau. - Vienne, 27 janvier 1753, impératrice Marie-Thérèse d'Autriche : Autorisation de porter le titre (par primogéniture masculine) de marquis du vivant de son père en faveur de François-Joseph de Gavre. - La Haye, 5 mars 1816, roi Guillaume Ier des Pays-Bas : Reconnaissance du titre (par primogéniture masculine) de prince et concession du titre de marquis au fils aîné avec le titre (héréditaire) de comte en faveur de Charles-Alexandre de Gavre. | 1832              |       |
| Gerretsen                             | -                    | Concession de noblesse personnelle et du titre personnel de baronne en faveur de Eva Gerretsen, actrice, metteur en scène, anc. professeur à la Hogeschool voor theater à Maastricht et au Conservatoire de Gand, par le roi Albert II en 2000. | 2021              |       |
| Gestel (van)                          | Écuyer               | Anoblissement motu proprio, par les archiducs Albert et Isabelle en 1602, de Henri (van) Gestel, capitaine et sergent-major de Bois-le-Duc lors du siège de la ville. Reconnaissance de noblesse pour Prosper-Désiré-Philippe-Jacques van Gestel, propriétaire, par le roi Léopold Ier en 1860. | 1902              | -     |
| Gevaert                               | Baron                | Concession motu proprio de noblesse et du titre de baron, transmissible par ordre de primogéniture, pour François-Auguste Gevaert, compositeur de musique, par le roi Léopold II en 1908. | 1955              |       |
| Ghelcke (de)                          | Écuyer               | Anoblissement de Jacques-Laurent de Ghelcke, ancien échevin et chef-tuteur de la ville d'Ypres, par l'impératrice Marie-Thérèse en 1771. Reconnaissance de noblesse du chef de son défunt mari pour Caroline-Narcisse-Liévine Huughe de Peutevin, veuve de Félix-Joseph-François de Ghelcke (petit-fils du précédent), ainsi que pour leurs trois fils et leurs trois filles mineurs, par le roi Guillaume Ier des Pays-Bas en 1828. | 1933              |       |
| Glymes de Hollebecque (de)            | Comte                | En 1643, un descendant a été élevé au rang de comte de Hollebecque et du Saint-Empire. | 1914              |       |
| Godenne                               | -                    | Concession de noblesse personnelle et du titre personnel de baronne en faveur de Ghislaine Godenne, ancienne professeur de psychiatrie, psychologie, pédiatrie et hygiène mentale à l'université Johns Hopkins, lauréate du prix Christophe Plantin 1989, par le roi Baudouin en 1992. | 2013              |       |
| Goër de Herve (de) Goër de Forêt (de) | Baron                | - Vienne, 2 mai 1690, empereur Léopold Ier du Saint-Empire : Concession du titre (héréditaire) de chevalier du Saint-Empire en faveur de Jacobus-Remigius de Goër de Herve, seigneur de Forêt et Dionysius-Petrus de Goër de Herve, seigneur de Mesche. - Vienne, 18 août 1695, empereur Léopold Ier du Saint-Empire : Concession du titre (héréditaire) de chevalier-banneret du Saint-Empire en faveur de Henricus-Thomas de Goër de Herve, seigneur de Mesch et Dionysius-Petrus de Goër de Herve, seigneur de Mesche. - Vienne, 8 mars 1697, empereur Léopold Ier du Saint-Empire : Concession du titre (héréditaire) de chevalier-banneret du Saint-Empire en faveur de Thomas de Goër de Herve. - Vienne, 28 février 1719, empereur Charles VI du Saint-Empereur : Concession du titre (héréditaire) de baron du Saint-Empire en faveur du chevalier-banneret Jacobus de Goër de Herve, seigneur de Haltinne. - La Haye, 5 mars 1816, roi Guillaume Ier des Pays-Bas : Reconnaissance du titre (héréditaire) de baron en faveur de Louis-Philippe de Goër de Herve. - La Haye, 15 août 1822, roi Guillaume Ier des Pays-Bas : Reconnaissance du titre (héréditaire) de baron en faveur de Charles-Ferdinand de Goër de Herve. - La Haye, 15 août 1822, roi Guillaume Ier des Pays-Bas : Reconnaissance du titre (héréditaire) de baron en faveur de Léopold-Marie de Goër de Herve de Forêt. | 1901              |       |

- Haut – A
- B
- C
- D
- E
- F
- G
- H
- I
- J
- K
- L
- M
- N
- O
- P
- Q
- R
- S
- T
- U
- V
- W
- X
- Y
- Z

## H
| Nom                                                          | Titre        | Remarques | Date d'extinction | Armes                                                |
| ------------------------------------------------------------ | ------------ | --- | ----------------- | ---------------------------------------------------- |
| Haas de Tiechen (de)                                         | Baron        | Concession de noblesse avec le titre de chevalier (transmissible à tous les descendants mâles porteurs du nom) et autorisation de faire précéder la particule nobiliaire von devant le nom Haas en 1868 par l'empereur François-Joseph. Concession du titre de baron (transmissible à tous les descendants porteurs du nom) et autorisation d'accoler le nom von Tiechen en 1898 par l'empereur d'Autriche François-Joseph. Admission dans la noblesse du Royaume avec le titre de baron pour tous en 1960 par le roi Baudouin. | 1985              | -                                                    |
| Haerne (de)                                                  | Chevalier    | Concession de noblesse avec le titre de chevalier (transmissible par ordre de primogéniture) en 1931 par le roi Albert Ier. | 1974              | -                                                    |
| Haillez                                                      | -            | Concession de noblesse personnelle et du titre personnel de baron en faveur de Pierre Haillez, ancien président des Laminoirs de Longtain et ancien administrateur d'UCB, par le roi Albert II en 2001. | 2007              |                                                      |
| Hane (d') Hane de Steenhuyse (d') Hane de Stuyvenberghe (d') | Écuyer       | Concession de noblesse pour Messire Sébastien d'Hane, seigneur d'Heusden en 1648 par le roi Philippe IV. Concession des titres personnels de chevalier pour Messire Sébastien d'Hane en 1657 (avec augmentation d'armoiries en 1662) et pour Messire Jean-Baptiste d'Hane, seigneur de Lusbeke, en 1659 par le roi Philippe IV d'Espagne. Concession du titre de comte (transmissible par ordre de primogéniture) avec augmentation d'armoires pour Messire Jean-Baptiste-Marie-Joseph-François-Ghislain d'Hane en 1783 par l'empereur Joseph II. Nominations dans l'ordre équestre de Flandre-Orientale pour la branche de Stuyvenberghe et nomination avec le titre de comte (transmissible par ordre de primogéniture) pour la branche de Steenhuyse en 1816 par le roi Guillaume Ier.                                                  | 1888              |                                                      |
| Halter                                                       | -            | Concession de noblesse personnelle et du titre personnel de baron en faveur de Paul Halter, président de la Fondation Auschwitz, par le roi Albert II en 1996. | 2013              |                                                      |
| Hanins de Moerkerke (d')                                     | Comte Écuyer | Concession du titre personnel de chevalier et augmentation d'armoiries pour Messire Philippe-François d'Hanins, seigneur de Roodoncq, en 1699 par le roi Charles II. Concession du titre de chevalier du Saint-Empire (transmissible à tous les descendants mâles porteurs du nom) en 1715 par l'empereur Charles VI (annulé par le décret du 24 juillet 1734). Nomination dans l'ordre équestre de Flandre-Occidentale et autorisation d'accoler le nom de Moerkerke au patronyme familial en 1816 par le roi Guillaume Ier. Reconnaissance de noblesse en 1822 par le roi Guillaume Ier. Reconnaissance de noblesse et autorisation d'accoler le nom de Roodoncq en 1827 par le roi Guillaume Ier. Reconnaissance de noblesse et concession du titre de comte (transmissible par ordre de primogéniture) en 1859 par le roi Léopold Ier. | 2019              | File:Armoiries de la famille d'Hanins de Moerkerke   |
| Hankar                                                       | Baron Ecuyer | Concession de noblesse et du titre de baron transmissible par ordre de primogéniture masculine en faveur de Florimont Hankar par le roi Albert Ier en 1931. | 2010              |                                                      |
| Henin                                                        | Ecuyer       | Concession de noblesse et du titre personnel de baron en faveur de Charles Henin par le roi Albert Ier en 1933. | Eteinte           |                                                      |
| Hennequin de Villermont                                      | Comte        | Confirmation de noblesse par le régent Charles (futur Charles V) en faveur d'Oudinot d'Hennequin en 1359. Arrêt de maintenue de noblesse par la Cour des Aides de Paris en faveur de Christophe Hennequin en 1680. Reconnaissance de noblesse et du titre de comte transmissible par ordre de primogéniture masculine en faveur d'Antoine-Charles Hennequin de Villermont par le roi Léopold Ier en 1852. Extension du titre de comte à tous ses descendants par le roi Léopold II en 1871. | 2018              | Blason famille van Iseghem                           |
| Heusch (de) Heusch de Thisnes (de)                           | Baron Ecuyer | Admission à l'État noble de Namur en 1680 et en 1725. Reconnaissance de noblesse et du titre de baron transmissible pour tous les descendants par le roi Guillaume Ier en 1816. Membre du corps équestre de Liège. Mention sur la première liste officielle des nobles sous le nom de « de Heusch de Thisnes » (branche éteinte en 2016). Reconnaissance de noblesse et concession du titre de baron transmissible à tous les descendants par le roi Léopold Ier en 1840 (branche éteinte en 2014). Reconnaissance de noblesse par le roi Baudouin Ier en 1961 (branche éteinte en 2021). Concession de noblesse et du titre personnel de baron en faveur de Raymond de Heusch par le roi Albert II en 1995 (branche éteinte en 2009). | 2021              | File:Armoiries de la famille de Heusch de la Zangrye |
| Hoet                                                         | -            | Concession de noblesse personnelle et du titre personnel de chevalier en faveur de Jan Hoet, directeur du Stedelijk Museum voor Actuele Kunst (SMAK) de Gand, par le roi Albert II en 2001. | 2014              |                                                      |

- Haut – A
- B
- C
- D
- E
- F
- G
- H
- I
- J
- K
- L
- M
- N
- O
- P
- Q
- R
- S
- T
- U
- V
- W
- X
- Y
- Z

## I
| Nom                                     | Titre   | Remarques | Date d'extinction | Armes                      |
| --------------------------------------- | ------- | --- | ----------------- | -------------------------- |
| Imbert des Mottelettes                  | Écuyer  | Concession de noblesse en 1608 par les archiducs Albert et Isabelle. Nomination dans l'ordre équestre de Flandre-Occidentale en 1816 par le roi Guillaume Ier. | 1857              |                            |
| Iseghem (van) Iseghem van Aeltert (van) | Vicomte | Concession de noblesse avec le titre de vicomte (transmissible par ordre de primogéniture) pour Paul van Iseghem en 1925 par le roi Albert Ier. Autorisation de transmettre le titre de vicomte du précité afin qu'il échoit à son neveu, Léon van Iseghem van Aeltert, en cas d'absence de descendants mâles, sous réserve d'une nouvelle levée de lettres patentes, par Arrêté royal du 21 juillet 1932. Concession de noblesse héréditaire pour Léon van Iseghem van Aeltert en 1933 par le roi Albert Ier. | 1970              | Blason famille van Iseghem |

- Haut – A
- B
- C
- D
- E
- F
- G
- H
- I
- J
- K
- L
- M
- N
- O
- P
- Q
- R
- S
- T
- U
- V
- W
- X
- Y
- Z

## J
| Nom                   | Titre  | Remarques | Date d'extinction | Armes |
| --------------------- | ------ | --- | ----------------- | ----- |
| Janssens              | -      | Concession de noblesse personnelle en faveur de Dionysia-Carmen Janssens, alias Carmen Dionyse, par le roi Albert II en 1998. | 2013              |       |
| Jaumotte              | Ecuyer | Concession de noblesse héréditaire et du titre personnel de baron en faveur d'André Jaumotte par le roi Baudouin en 1990. | 2016              |       |
| Joigny de Pamele (de) | Baron  | Concession des titres personnels de chevalier pour Guillaume de Joigny dit de Pamele en 1581 ; pour Messire Jean de Joigny dit de Pamele, seigneur de Castre, et Messire Adolphe de Joigny dit de Pamele, seigneur de Liévin, en 1588 par le roi Philippe II. Concession du titre de baron (transmissible par ordre de primogéniture) avec augmentation d'armoiries pour Messire Jean-Charles de Joigny de Pamele, seigneur de Lynde, en 1773 par l'impératrice Marie-Thérèse. Nomination dans l'ordre équestre de Flandre-Occidentale avec le titre de baron en 1816 par le roi Guillaume Ier. Reconnaissance de noblesse avec le titre de baron (transmissible par ordre de primogéniture) en 1822 par le roi Guillaume Ier. Concession du titre de baron (transmissible par ordre de primogéniture) en 1828 par le roi Guillaume Ier. | 1888              |       |

- Haut – A
- B
- C
- D
- E
- F
- G
- H
- I
- J
- K
- L
- M
- N
- O
- P
- Q
- R
- S
- T
- U
- V
- W
- X
- Y
- Z

## K
| Nom                     | Titre  | Remarques | Date d'extinction | Armes                                  |
| ----------------------- | ------ | --- | ----------------- | -------------------------------------- |
| Keingiaert de Gheluvelt | Écuyer | Nomination dans l'Ordre équestre de Flandre-Occidentale en 1817 par le roi Guillaume Ier. | 1966              | Blason famille Keingiaert de Gheluvelt |
| Kessel (de)             | Baron  | Réhabilitation de noblesse et concession de noblesse pour autant que besoin en 1725 par l'empereur Charles VI. Concession du titre de baron (transmissible par ordre de primogéniture) avec augmentation d'armoiries en 1744 par l'impératrice Marie-Thérèse. Concessions des titres de baron (transmissible par ordre de primogéniture) pour Messire Thomas-Joseph de Kessel et pour Messire Joseph-Guillaume de Kessel, seigneur de Watermael en 1751 par l'impératrice Marie-Thérèse. Nomination dans l'ordre équestre d'Anvers et inscription sur la première liste officielle des nobles avec le titre de baron (non transmissible) en 1816 par le roi Guillaume Ier. Reconnaissance de noblesse en 1841 et 1843 par le roi Léopold Ier. | 1954              |                                        |

- Haut – A
- B
- C
- D
- E
- F
- G
- H
- I
- J
- K
- L
- M
- N
- O
- P
- Q
- R
- S
- T
- U
- V
- W
- X
- Y
- Z

## L
| Nom                      | Titre        | Remarques | Date d'extinction | Armes |
| ------------------------ | ------------ | --- | ----------------- | --- |
| Lahure                   | Baron        | Concession du titre de chevalier de l'Empire (transmissible par ordre de primogéniture) en 1811 par l'empereur Napoléon Ier. Concession du titre de baron de l'Empire en 1814 par l'empereur Napoléon Ier. Concession de noblesse avec le titre de baron (transmissible à tous les descendants porteurs du nom en 1871 par le roi Léopold Ier. | 1918              | |
| Lamberts-Cortenbach (de) | Baron        | Concession du titre de baron du Saint-Empire en 1497. | 1978              | |
| Levieux de Droosbeke     | Écuyer       | Concession de noblesse héréditaire en 1829 en faveur de Marie-Jean-Baptiste-Louis Levieux de Droosbeke avec autorisation de porter les armes de sa mère Marie-Thérèse-Eléonore du Monteil-Dufayet. Reconnaissance de noblesse personnelle en faveur de Marie-Louise-Hortense-Ghislaine Levieux de Droosbeke fille du précédent. | 1920              | Blasonnement (nl): van goud, beladen met een klimmenden leeuw in zijne natuurlijke kleur, gekeerd ter regterzijde van het schild, inwelks beneden regterhoek eene rots van sabel, en chef van lazuur, beladen met drie zespuntige sterren van zilver, geplaatst en fasce. |
| Lierneux de Presles (de) | Baron Écuyer | Concession de noblesse en 1626 par l'empereur Ferdinand II en faveur d'Hermann de Lierneux. Nomination du baron Théodore Xavier Joseph de Lierneux de Presles dans le Corps équestre du Hainaut. Mention sur la 1re liste officielle des nobles indiquant que le titre de baron est transmissible à la primogéniture masculine. Adjonction du nom de Presles au début du XVIIIe siècle avec Messire Gabriel Amour de Lierneux à la suite de la possession de la seigneurie hennuyère de Presles. | 1850              | Armes des barons de Lierneux de Presles |

- Haut – A
- B
- C
- D
- E
- F
- G
- H
- I
- J
- K
- L
- M
- N
- O
- P
- Q
- R
- S
- T
- U
- V
- W
- X
- Y
- Z

## M
| Nom                               | Titre                                | Remarques | Date d'extinction         | Armes                               |
| --------------------------------- | ------------------------------------ | --- | ------------------------- | ----------------------------------- |
| Madre (de) Madre des Oursins (de) | Écuyer                               | Noblesse héréditaire pour Wallérand-Albéric de Madre (1778). Reconnaissance de noblesse pour Albert de Madre des Oursins (1896). | 1964                      |                                     |
| Marcq de Tiège (de)               | Baron                                | Concession du titre de baron transmissible à la primogéniture mâle en 1779 en faveur de François-Léonard-Bernard Marcq, écuyer, seigneur de Tiège. Reconnaissance de noblesse et concession du titre de baron transmissible à la primogéniture mâle en 1853 en faveur de Paul-Henri-Dominique de Marcq de Tiège, neveu du précédent. Extension du titre de baron à tous les porteurs du nom en 1871 en faveur de Louis-Marie de Marcq de Tiège, écuyer, fils cadet du précédent. Famille éteinte à la suite du décès de la baronne Nadiegda-Alice-Alberte-Marie-Joseph dite Nadine de Marcq de Tiège survenu le 14 décembre 2015. Elle était veuve du comte Xavier-Rodolphe-Adrien-Laurent-Ghislain Christyn de Ribaucourt (1916-1994).        | 2015                      | Armes de la famille Marcq           |
| Maillen d'Ohey (de)               | Marquis                              | - Vienne, 9 mars 1789, empereur Joseph II du Saint-Empire : Concession du titre (par primogéniture masculine) de marquis en faveur de Albert-François de Maillen, seigneur de Ohey. - La Haye, 20 février 1816, roi Guillaume Ier des Pays-Bas : Reconnaissance du titre (par primogéniture masculine) de marquis en faveur de Albert de Maillen d'Ohey. - La Haye, 20 février 1816, roi Guillaume Ier des Pays-Bas : Reconnaissance du titre (par primogéniture masculine) de marquis en faveur de Fortuné-Walrame de Maillen d'Ohey. - Bruxelles, 23 avril 1887, roi Léopold II de Belgique : Autorisation de porter le titre (par primogéniture masculine) de marquis du vivant de son père en faveur de Albert-Fortuné de Maillein d'Ohey. | 1929                      | Armes de la famille de Maillen      |
| Méan de Beaurieux (de)            | Baron Comte Prince à titre personnel | - Lettres d'anoblissement du 27 mars 1648 de l'empereur Ferdinand III en faveur de Charles de Méan et de ses frères,. - Baron héréditaire du Saint-Empire par diplôme de l'empereur Léopold Ier du 3 novembre 1694 pour les fils de Charles de Méan,. - Comte du Saint-Empire par l'empereur François II en 1794 en vertu du diplôme de comte accordé par le vicaire de l'empire le 10 septembre 1745,. - François-Antoine de Méan de Beaurieux fut déclaré prince-archiduc de Liège par lettres du 16 juillet 1794 de l'empereur François II, en vertu de sa nomination de prince-évêque de Liège, duc de Bouillon etc.. Il fut reconnu comte et prince de Méan par disposition royale du 22 avril 1829 du roi Guillaume Ier des Pays-Bas.    | 1876 (en ligne masculine) |                                     |
| Modave de Masogne (de)            | Écuyer                               | Reconnaissance de noblesse en 1822 par le roi Guillaume Ier. | 1962                      | Blason famille de Modave de Masogne |

- Haut – A
- B
- C
- D
- E
- F
- G
- H
- I
- J
- K
- L
- M
- N
- O
- P
- Q
- R
- S
- T
- U
- V
- W
- X
- Y
- Z

## N
| Nom                                                      | Titre          | Remarques | Date d'extinction | Armes                   |
| -------------------------------------------------------- | -------------- | --- | ----------------- | ----------------------- |
| Namur (de) Namur d'Elzée (de) Namur d'Elzée de Dhuy (de) | Vicomte Écuyer | Elévation de la seigneurie namuroise de Dhuy (Eghezée) au rang de vicomté avec concession dudit titre (transmissible par ordre de primogéniture) à Messire Claude de Namur, vicomte d'Elzée, en 1718 par le duc Maximilien-Emmanuel de Bavière. Nomination dans l'ordre équestre de Namur et inscription sur la première liste officielle avec le titre de vicomte (transmissible par ordre de primogéniture) en 1816 par le roi Guillaume Ier.                                                                                              | 1914              | Blason famille de Namur |
| Nédonchel (de)                                           | Comte Écuyer   | Concession du titre personnel de chevalier pour Messire François de Nédonchel, seigneur d'Iberghen, en 1612 par l'archiduc Albert. Confirmation de l'élévation de la seigneurie française de Bouvignies au rang de baronnie et concession du titre de chevalier, marquis de Nédonchel (transmissible par ordre de primogéniture) pour Messire Octave-Eugène de Nédonchel en 1723 par le roi Louis XV. Admission dans la noblesse du Royaume avec le titre de comte (transmissible par ordre de primogéniture) en 1893 par le roi Léopold II. | 1912              |                         |
| Neef de Sainval                                          | Écuyer         | Concession de noblesse en 1933 par le roi Albert Ier ; la décision resta sans suite car les lettres patentes ne furent pas levées. Concession de noblesse héréditaire en 1937 par le roi Léopold III. | 1990              | -                       |
| Neeffs                                                   | Écuyer         | Concession de noblesse en 1857 par le roi Léopold Ier. | 1938              | -                       |

- Haut – A
- B
- C
- D
- E
- F
- G
- H
- I
- J
- K
- L
- M
- N
- O
- P
- Q
- R
- S
- T
- U
- V
- W
- X
- Y
- Z

## O
| Nom                                       | Titre       | Remarques | Date d'extinction | Armes                       |
| ----------------------------------------- | ----------- | --- | ----------------- | --------------------------- |
| Obert Obert de Quévy Obert de Thieusies   | Vicomte     | Concessions des titres personnels de chevalier pour Messire Louis Obert, Seigneur de Masinghem en 1636 ; pour Messire Louis Obert, seigneur de Goendiempré en 1640 ; pour Messire François Obert, seigneur du Breucq en 1648, par le roi Philippe IV. Concession du titre personnel de chevalier à Messire Charles Obert, seigneur de Chaunes, en 1675 par le roi Louis XIV. Élévation de la seigneurie française de Chaunes au rang de vicomté et concession dudit titre (transmissible par ordre de primogéniture) en 1684 par le roi Louis XIV. Concession du titre de vicomte (transmissible par ordre de primogéniture) à Messire Zacharie Obert de Quévy et nomination dans l'ordre équestre du Hainaut pour Messire Étienne-Eugène-Joseph-Ghislain Obert de Thieusies en 1816. Concession du titre de vicomte (transmissible par ordre de primogéniture) pour la branche de Thieusies en 1823 par le roi Guillaume Ier. | 1945              |                             |
| Ockerhout (van) Ockerhout ter Zaele (van) | Écuyer      | Concession de noblesse en 1733 par l'empereur Charles VI. Reconnaissance de noblesse et autorisation d'accoler le nom ter Zaele au patronyme familial en 1822 par le roi Guillaume Ier. | 1940              | Armes famille van Ockerhout |
| Olmen (d') Olmen de Poederlé (d')         | Comte Baron | Confirmation de l'élévation de la seigneurie de Poederlé au rang de baronnie avec autorisation du port dudit titre (transmissible par ordre de primogéniture) pour Messire Eugène- Joseph d'Olmen, seigneur de La Court-au-Bois, en 1717 par l'empereur Charles VI. Confirmation de l'élévation de la seigneurie brabançonne de Saint-Remy (Joidogne) au rang de comté avec autorisation du port dudit titre (transmissible par ordre de primogéniture) pour Messire Ferdinand- Joseph d'Olmen, seigneur d'Herbais, en 1745 par l'impératrice Marie-Thérèse. Nomination dans l'ordre équestre du Brabant avec les titres de comte et de baron (transmissibles par ordre de primogéniture) en 1816 par le roi Guillaume Ier. | 1968              | Blason famille d'Olmen      |
| Onyn (d') Onyn de Chastre (d')            | Écuyer      | Nomination dans l'ordre équestre du Brabant pour Messire Gérard-Xavier-Bernard-Joseph d'Onyn de Chastre en 1816 par le roi Guillaume Ier. | 1852              |                             |
| Outheusden (van)                          | Baron       | Confirmation de noblesse avec concession nouvelle pour autant que de besoin et concession du titre personnel de chevalier avec augmentation d'armoiries en faveur d'Henri Jacques van Outheusden par l'impératrice Marie-Thérèse en 1755. Concession du titre de libre baron du Saint-Empire transmissible à tous les descendants du nom, avec l'autorisation de porter la qualification de « Wohlgeboren »pour Jacques François van Outheusden par l'empereur François II en 1805 (sans effet dans les départements belges). Reconnaissance de noblesse et du titre de baron transmissible à tous les descendants du nom en faveur du même par le roi Guillaume Ier en 1816. Nomination au corps équestre du Brabant. Mention sur la première liste officielle des nobles. Nomination de Jean-Charles van Outheusden au corps équestre du Brabant avec le titre personnel de baron par le roi Guillaume Ier en 1817.          | 1893              | -                           |
| Overstraeten (van)                        | Écuyer      | Concession de noblesse héréditaire et du titre personnel de baron en faveur de Roger van Overstraeten par le roi Baudouin en 1990 . | 1999              | -                           |

- Haut – A
- B
- C
- D
- E
- F
- G
- H
- I
- J
- K
- L
- M
- N
- O
- P
- Q
- R
- S
- T
- U
- V
- W
- X
- Y
- Z

## P
| Nom                                                                               | Titre     | Remarques | Date d'extinction | Armes                                 |
| --------------------------------------------------------------------------------- | --------- | --- | ----------------- | ------------------------------------- |
| Page (de)                                                                         | Baron     | Concession de noblesse personnelle et du titre personnel de baron en faveur de Ferdinand de Page par le roi Léopold II en 1868. Extension du titre de baron à tous les descendants en faveur du même par le même souverain en 1870. | 1922              | -                                     |
| Papigny de Clémarais (de)                                                         | Chevalier | Reconnaissance de noblesse et du titre de chevalier en faveur de Joseph de Papigny de Clémarais par le roi Guillaume Ier en 1816. Nomination au Corps équestre du Luxembourg. Mention sur la première liste officielle des nobles. | 1826              |                                       |
| Parent                                                                            | Écuyer    | Concession de noblesse héréditaire et du titre personnel de chevalier en faveur de Paul Parent par le roi Baudouin en 1969. | 1971              | -                                     |
| Pasquet d'Acos (de)                                                               | Baron     | Anoblissement de François de Pasquet par l'impératrice Marie-Thérèse en 1770. Incorporation dans la noblesse du Royaume de Herman de Pasquet d'Acos par le roi Guillaume Ier en 1819. Concession du titre de baron transmissible aux descendants mâles en faveur d'Herman de Pasquet d'Acos (nl) par le roi Léopold Ier en 1843. | 1870              | -                                     |
| Patin (de)                                                                        | Vicomte   | Nomination de Charles-Philippe de Patin comme conseiller et maître des requêtes au Grand Conseil de Malines (cette charge conférait la noblesse héréditaire si nécessaire), par le prince Eugène de Savoie, gouverneur général des Pays-Bas en 1721. Concession du titre de vicomte transmissible par ordre de primogéniture masculine en faveur du même et concession du titre de chevalier à tous les descendants du nom, par l'empereur Charles VI en 1735. Rectification d'armoiries avec pour autant que de besoin de confirmation de noblesse en faveur du même par l'impératrice Marie-Thérèse en 1755. Anoblissement et confirmation de noblesse pour autant que de besoin pour Charles-Joseph de Patin, par l'impératrice Marie-Thérèse en 1755. Acte d'interprétation du diplôme accordé en 1735 à Charles-Philippe de Patin, précisant pour autant que de besoin la dévolution des titres de vicomte et de chevalier à tous les descendants mâles et confirmation d'une dévolution semblable de l'augmentation d'armoiries octroyé en 1755, par l'impératrice Marie-Thérèse en 1779. Reconnaissance de noblesse et du titre de vicomte transmissible à tous les descendants en faveur de Jean-Baptiste de Patin par le roi Guillaume Ier en 1816. Nomination au Corps équestre de la Flandre Occidentale. Mention sur la première liste officielle des nobles. Reconnaissance de noblesse et du titre de vicomte transmissible à tous les descendants en faveur de Joseph de Patin par le roi Guillaume Ier en 1822. | 1888              | -                                     |
| Pauw (de)                                                                         | Écuyer    | Anoblissement de Napoléon de Pauw par le roi Léopold II en 1886. Concession du titre personnel de baron en faveur du même par le roi Albert Ier en 1921. | 1938              | -                                     |
| Pauwelaert                                                                        | Chevalier | Confirmation de noblesse avec anoblissement pour autant que de besoin et augmentation d'armoiries en faveur de Jean-Baptiste Pauwelaert par l'empereur Joseph II en 1783. Concession du titre de chevalier héréditaire transmissible aux descendants mâles en faveur de Georges Pauwelaert par l'empereur Joseph II en 1786. Reconnaissance de noblesse et du titre de chevalier transmissible par ordre de primogéniture masculine pour Jean-Baptiste et Alexandre Pauwelaert par le roi Guillaume Ier en 1822. | 1888              | -                                     |
| Peellaert (de) (nl) Peellaert Steenmaere (de) Peellaert Arents de Beerteghem (de) | Baron     | Augmentation d'armoiries concédée par le roi Charles II en 1693. Concession du titre de chevalier du Saint-Empire transmissible à tous les descendants mâles, avec autorisation du port de la particule nobiliaire par l'empereur Charles VI en 1716. Concession du titre de baron transmissible par ordre de primogéniture masculine par l'empereur Joseph II en 1785. Concession du titre personnel de comte de l'Empire en faveur d'Anselme de Peellaert par l'empereur Napoléon Ier en 1810. Reconnaissance de noblesse et du titre de baron transmissible par ordre de primogéniture masculine en faveur de Maximilien de Peellaert Steenmaere et du titre de chevalier transmissible à tous les descendants mâles, par le roi Guillaume Ier en 1816.Nomination dans l'ordre équestre de Flandre-Occidentale et inscription sur la première liste officielle des nobles. Reconnaissance de noblesse avec le titre de baron transmissible par ordre de primogéniture masculine en faveur de Eugène de Peellaert (nl) par le roi Guillaume Ier en 1822. | 1989              | blason famille de Peellaert Steemaere |
| Peereboom (Van den)                                                               | Écuyer    | Anoblissement de Victor Van den Peereboom par le roi Léopold III en 1939 | 1958              | -                                     |
| Pelichy (de)                                                                      | Baron     | Concession du titre de baron avec augmentation d'armoiries et permission de prendre la particule en faveur de Théodore de Pelichy par l'empereur Charles VI en 1726. Reconnaissance de noblesse et du titre de baron transmissible par ordre de primogéniture masculine en faveur de François de Pelichy par le roi Guillaume Ier en 1816. Membre du Corps équestre de Flandre occidentale et mention sur la première liste officielle des nobles. Reconnaissance de noblesse en faveur de Jean-Marie de Pelichy par le roi Guillaume Ier en 1823 et concession en faveur du même du titre de baron transmissible par ordre de primogéniture masculine par le roi Guillaume Ier en 1826. | 1994              | Armes famille van Ockerhout           |
| Peltzer                                                                           | Écuyer    | Concession de noblesse et du titre personnel de baron en faveur d'André Peltzer par le roi Baudouin en 1957. | 1980              | -                                     |
| Pepin                                                                             | Écuyer    | Anoblissement de Michel Pepin par l'empereur Joseph II en 1781. Nomination de Jean Pepin, comme président du Conseil de Hainaut (cette charge conférait la noblesse héréditaire) par l'empereur Joseph II en 1782. Reconnaissance de noblesse pour Albert Pepin par le roi Guillaume Ier en 1822. | 1880              | -                                     |
| Pestre (de)                                                                       | Comte     | Anoblissement de Jean-Baptiste de Pestre par la reine (future impératrice) Marie-Thérèse en 1744. Concession du titre de « comte de Seneffe et de Turnhout » transmissible par ordre de primogéniture masculine en faveur de Julien de Pestre, avec augmentation d'armoiries, autorisation pour son fils aîné de porter le titre en même temps que son père et concession du titre de comte transmissible par ordre de primogéniture masculine à ses fils puînés, par l'Impératrice Marie-Thérèse en 1768. Reconnaissance de noblesse et du titre de comte transmissible par ordre de primogéniture masculine en faveur de Félix de Pestre de la Ferté (nl) par le roi Guillaume Ier en 1817. Membre du corps équestre du Hainaut. Mention sur la première liste officielle des nobles. | 1848              | -                                     |
| Pins                                                                              | Écuyer    | Anoblissement de Simon Pins par l'impératrice Marie-Thérèse en 1777. Reconnaissance de noblesse en faveur de François Pins par le roi Guillaume Ier en 1822. | 1871              | -                                     |
| Pinto (de)                                                                        | Comte     | Reconnaissance de noblesse et du titre de comte transmissible à tous les descendants en faveur de Frédéric et d'Henri de Pinto par le roi Léopold Ier en 1843. | 1981              | -                                     |
| Pisani de la Gaude (de)                                                           | Écuyer    | Concession du titre personnel de baron de l'Empire en faveur de Charles-Joseph de Pisani de la Gaude, évêque de Namur, par l'empereur Napoléon Ier en 1811. Incorporation dans la noblesse du Royaume avec le titre personnel de baron en faveur du même par le roi Guillaume Ier en 1819. | 1826              | Armes famille van Ockerhout           |
| Plaines de Terbruggen (de)                                                        | Écuyer    | Nomination de Rutger de Plaines de Terbruggen au corps équestre de la province d'Anvers. Concession du titre personnel de vicomte au même par le roi Guillaume Ier en 1818. | 1842              | -                                     |
| Pletincx de Bois-de-Chêne (de)                                                    | Écuyer    | Anoblissement de Pierre de Pletincx par le roi Charles II en 1678. Reconnaissance de noblesse en faveur de François Pletincx de Bois-de-Chêne (nl) par le roi Guillaume Ier en 1822. | 1945              | -                                     |
| Plotho d'Ingelmunster (de)                                                        | Baron     | Confirmation du titre de libre baron du Saint-Empire transmissible à tous les descendants du nom par l'empereur Ferdinand III en 1643. Autorisation de porter la qualification de « Wohlgeboren » accordée par l'empereur Léopold Ier en 1682. Reconnaissance de noblesse et du titre de baron transmissible à tous les descendants en faveur de Charles de Plotho d'Ingelmunster (nl) par le roi Guillaume Ier en 1816. Membre du corps équestre de Flandre Occidentale. Mention sur la première liste officielle des nobles. | 1825              | -                                     |
| Plunkett de Rathmore                                                              | Baron     | Nomination de Jean Alexandre Plunkett de Rathmore (nl) au Corps équestre du Brabant par le roi Guillaume Ier en 1816. Concession du titre de baron transmissible par ordre de primogéniture masculine par le roi Guillaume Ier en 1816. | 1893              | -                                     |
| Pollart de Canivris                                                               | Écuyer    | Anoblissement de Jacques Pollart par le roi Charles II en 1696. Anoblissement de François Pollart par l'empereur Charles VI en 1719. Reconnaissance de noblesse et modifiation d'armoiries en faveur de Philippe Pollart de Canivris (nl) par le roi Guillaume Ier en 1822. | 1849              | -                                     |
| Pont d'Ahérée (du)                                                                | Baron     | Concession de noblesse et du titre de chevalier du Saint-Empire, transmissible à tous les descendants mâles du nom, en faveur de Charles et Florentin du Pont par François-Antoire, comte de Zeyll en 1776. Concession du titre de chevalier de l'Empire transmissible par ordre de primogéniture masculine, accompagnée de l'octroi d'une livrée bleue et blanche pour Perpète du Pont d'Ahérée, par l'empereur Napoléon Ier en 1808. Incorporation dans la noblesse du Royaume de Perpète du Pont d'Ahérée par le roi Guillaume Ier en 1824. Autorisation d'adjoindre le nom d'Ahérée à son nom en faveur de Perpète du Pont par le roi Léopold Ier en 1848. Concession du titre de baron transmissible par ordre de primogéniture masculine en faveur de Perpète du Pont par le roi Léopold Ier en 1849. Concession du titre de baron transmissible à tous les descendants du nom pour Eugène du Pont d'Ahérée par le roi Léopold II en 1871. | 1970              | -                                     |
| Ponty (de)                                                                        | Baron     | Concession du titre de baron transmissible par ordre de primogéniture en faveur d'Henri et Eustache de Ponty par l'impératrice Marie-Thérèse en 1750. Reconnaissance de noblesse et du titre de baron transmissible par ordre de primogéniture masculine en faveur de Philippe-François de Ponty, Philippe-Louis de Ponty de Suarlée et Charles de Ponty par le roi Guillaume Ier en 1816. Membres du Corps équestre de Namur. Mention sur la première liste officielle des nobles. Ligne cadette : Concession du titre personnel de chevalier en faveur de Philippe de Ponty par le roi Philippe IV en 1627. Concession du titre personnel de chevalier en faveur de Jean-Philippe Ponty par le roi Philippe IV en 1650. Erection en baronnie de la seigneurie d'Hingeon et concession du titre de baron transmissible par ordre de primogéniture masculine en faveur de Jean-Philippe du Ponty (fils du précédent) par l'empereur Charles VI en 1717. Concession du titre de comte transmissible par ordre de primogéniture masculine en faveur du baron Charles de Ponty par l'impératrice Marie-Thérèse en 1753. | 1870              | -                                     |
| Popelaire de Terloo (nl)                                                          | Écuyer    | Concession du titre personnel de « baron Popelaire de Terloo » en faveur de Jean-Baptiste Popelaire par le roi Léopold Ier en 1838. Reconnaissance et confirmation de noblesse personnelle en faveur de Pétronille Popelaire (sœur du précédent) par le roi Léopold Ier en 1841. | ?                 | -                                     |
| Prel (du)                                                                         | Baron     | Reconnaissance de noblesse et du titre de baron transmissible par ordre de primogéniture masculine en faveur de Philippe, Pierre et Gaspard du Prel par le roi Guillaume Ier en 1816. Membre du Corps équestre du Luxembourg. Mention sur la première liste officielle des nobles. | 18... ?           | -                                     |
| Presin du Hennocq (nl)                                                            | Écuyer    | Anoblissement et augmentation d'armoiries en faveur de Jacques Presin par l'impératrice Marie-Thérèse en 1754. Reconnaissance de noblesse en faveur de Denis et Jean-Baptiste Presin du Hennocq par le roi Guillaume Ier en 1824. | 1959              | -                                     |
| Preston (de)                                                                      | Comte     | Reconnaissance de noblesse et du titre de comte transmissible par ordre de primogéniture en faveur de Jacques de Preston par le roi Guillaume Ier en 1816. Membre du Corps équestre du Limbourg. Mention sur la première liste officielle des nobles. | 1913              | -                                     |
| Prez d'Aye (de) (nl)                                                              | Écuyer    | Reconnaissance de noblesse en faveur d'Antoine de Prez d'Aye par le roi Guillaume Ier en 1816. Membre du Corps équestre du Luxembourg. Anoblissement d'Evrard de Prez d'Aye par le roi Guillaume Ier en 1823. | 1880              | -                                     |
| Proli (de)                                                                        | Comte     | Anoblissement et augmentation d'armoiries pour Pierre Proli par l'empereur Charles VI en 1727. Autorisation de trafiquer en gros sans déroger à la noblesse, accordée par lettres closes à Pierre et à Jean-Jacques, Balthazar et Charles Proli par le même souverain en 1730 et 1733. Concession du titre de comte transmissible par ordre de primogéniture masculine en faveur de Balthazar de Proli et du titre de baron transmissible par ordre de primogéniture masculine en faveur de Charles de Proli par l'impératrice Marie-Thérèse en 1768. Augmentation d'armoiries par l'impératrice Marie-Thérèse en 1769. Concession du titre de « comte de Proli » ou « comte de Priuli » en faveur du baron Charles de Proli, avec l'autorisation pour son fils de porter le titre en même temps que son père, par l'impératrice Marie-Thérèse en 1779. Par ailleurs, autorisation de reprendre l'ancien nom et les armoiries des Priuli de Venise, avec clause de non-préjudice d'ancienne noblesse malgré l'exercice du négoce et les lettres d'anoblissement accordées en 1727. Concession du titre de comte transmissible par ordre de primogéniture masculine par l'empereur Joseph II en 1785. Reconnaissance de noblesse et du titre de comte transmissible par ordre de primogéniture masculine pour Philippe de Proli (nl) par le roi Léopold Ier en 1851. | 1986              | Armes famille van Ockerhout           |
| Puis de Watremont (du) (nl) Puis de Pont de Sains (du)                            | Écuyer    | Anoblissement d'Henri du Puis par le roi Charles II en 1678. Reconnaissance de noblesse en faveur d'Augustin et Henri du Puis de Watremont par le roi Léopold II en 1885. Reconnaissance de noblesse en faveur d'Antoine du Puis par le roi Guillaume Ier en 1823. Autorisation d'adjoindre à son nom celui de « de Pont de Sains » par le roi Léopold II en 1890. | 1986              | -                                     |
| Puissant d'Agimont d'Heer et Herlette                                             | Chevalier | Autorisation d'adjoindre à son nom celui de « d'Agimont » accordée en faveur de Jacques dit Ferdinant Puissant, comme propriétaire de cette terre, par le roi Guillaume Ier en 1828. Autorisation d'adjoindre à son nom celui de « d'Heer et Herlette » accordée au même, comme propriétaire de ces terres, par le roi Guillaume Ier en 1828. Anoblissement de Jacques Puissant d'Agimont d'Heer et Herlette par le roi Guillaume Ier en 1829. Concession du titre de chevalier transmissible par ordre de primogéniture masculine en faveur de Messire Edmond Puissant d'Agimont d'Heer et Herlette, écuyer, par le roi Baudouin en 1961. | 2011              | -                                     |
| Puysieulx (de)                                                                    | Écuyer    | Anoblissement de Jean-François de Puysieulx par l'empereur Joseph II en 1785. Reconnaissance de noblesse en faveur de François de Puysieulx par le roi Léopold Ier en 1843. | 1936              | -                                     |
| Pycke                                                                             | Baron     | Nomination de Guillaume Pycke en tant que conseiller et maître des requêtes du Grand Conseil de Malines (charge conférant si besoin la noblesse héréditaire) par l'archiduchesse Marie-Elisabeth, gouvernante des Pays-Bas en 1730. Reconnaissance de noblesse et du titre de chevalier transmissible par ordre de primogéniture masculine en faveur de Pierre et Jean Pycke par le roi Léopold Ier en 1846. Concession du titre personnel de baron en faveur du chevalier Jean Pycke par le roi Léopold II en 1887. Reconnaissance de noblesse pour Charles Pycke de ter Aerden et Auguste Pycke par le roi Guillaume Ier en 1822. Concession du titre de « baron de Peteghem » transmissible par ordre de primogéniture au propriétaire de cette terre, en faveur d'Auguste Pycke par le roi Léopold Ier en 1842. Extension de son titre de baron transmissible à tous ses descendants en faveur du baron Oscar Pycke par le roi Léopold II en 1871. Autorisation d'adjoindre à son nom celui de « de Peteghem » par le roi Léopold II en 1884. Concession du titre de baron transmissible par ordre de primogéniture masculine en faveur d'Amédée Pycke, écuyer, par le roi Léopold Ier en 1859. Autorisation d'adjoindre à son nom celui de « de Peteghem » par le roi Albert Ier en 1914. Concession du titre de baron transmissible par ordre de primogéniture masculine en faveur de René Pycke de Peteghem par le roi Albert Ier en 1927. Concession du titre de baron transmissible à tous les descendants en faveur de Victor Pycke de Peteghem par le roi Léopold II en 1871. Concession du titre de chevalier de l'Empire transmissible par ordre de primogéniture masculine en faveur de Pierre-Joseph Pycke par l'empereur Napoléon Ier en 1810. Concession du titre personnel de baron à Pierre-Joseph Pycke, chevalier de l'Empire, par l'empereur Napoléon Ier en 1810. Reconnaissance de noblesse de Pierre Pycke par le roi Guillaume Ier en 1816. Membre du Corps équestre de Flandre Orientale. Concession du titre de baron transmissible par ordre de primogéniture pour le même par le même souverain en 1817. | 1978              | -                                     |

- Haut – A
- B
- C
- D
- E
- F
- G
- H
- I
- J
- K
- L
- M
- N
- O
- P
- Q
- R
- S
- T
- U
- V
- W
- X
- Y
- Z

## Q
| Nom               | Titre  | Remarques | Date d'extinction | Armes                     |
| ----------------- | ------ | --- | ----------------- | ------------------------- |
| Quebedo (de) (nl) | Écuyer | Reconnaissance de noblesse par le roi Léopold II en 1876. Concession de noblesse héréditaire pour un fils légitimé par le roi Léopold III en 1937. | 1981              | Blason famille de Quebedo |

- Haut – A
- B
- C
- D
- E
- F
- G
- H
- I
- J
- K
- L
- M
- N
- O
- P
- Q
- R
- S
- T
- U
- V
- W
- X
- Y
- Z

## R
| Nom                                                 | Titre           | Remarques | Date d'extinction | Armes                         |
| --------------------------------------------------- | --------------- | --- | ----------------- | ----------------------------- |
| Rasquinet (de)                                      | Écuyer          | Concession de noblesse et de quatre quartiers nobles, avec adjonction de la particule, en faveur de Michel Rasquinet par l'électeur Maximilien III Joseph de Bavière en 1745. Reconnaissance de noblesse en faveur de Léon de Rasquinet par le roi Léopold II en 1887 | 1946              | -                             |
| Rasse (de) Rasse de la Faillerie (de)               | Baron Chevalier | Concession de noblesse en faveur de Denis-Joseph et de Maximilien de Rasse par l'empereur Charles VI en 1738. Nomination de Denis de Rasse de La Faillerie comme membre du corps équestre du Hainaut par le roi Guillaume Ier en 1816. Concession du titre de baron transmissible par ordre de primogéniture masculine en faveur du même par le roi Guillaume Ier en 1827. Concession de noblesse héréditaire et du titre de chevalier transmissible par ordre de primogéniture masculine en faveur de Jules de Rasse, et de son frère Alphonse de Rasse, par le roi Léopold Ier en 1844. Concession du titre de baron transmissible par ordre de primogéniture masculine et extension de son titre de chevalier, transmissible par ordre de primogéniture, à ses fils puînés, en faveur du chevalier Jules de Rasse, par le roi Léopold Ier en 1847. Extension du titre de baron à tous ses descendants avec augmentation d'armoiries, par le roi Léopold II en 1871. Concession du titre de baron transmissible par ordre de primogéniture masculine en faveur du chevalier Alphonse de Rasse par le roi Léopold Ier en 1861 et extension de son titre à tous ses descendants par le roi Léopold II en 1871. | 1947              | Armoiries de Rasse            |
| Reiffenberg (de)                                    | Baron           | Reconnaissance de noblesse et du titre de baron transmissible par ordre de primogéniture masculine en faveur de Frédéric de Reiffenberg par le roi Léopold Ier en 1842. | 1882 ?            | -                             |
| Remoortere (van)                                    | Écuyer          | Concession de noblesse héréditaire et du titre personnel de baron en faveur de Pierre-Jean van Remoortere par le roi Léopold Ier en 1863 . | 1883              | Blason famille van Remoortere |
| Renne de Daelenbroeck (van der) (nl)                | Chevalier       | Concession du titre de chevalier héréditaire, transmissible aux descendants mâles du nom, en faveur de François et Henri van der Renne, écuyers, par l'empereur Joseph II en 1785. Reconnaissance de noblesse et du titre de chevalier transmissible aux descendants mâles en faveur de Prosper van der Renne de Daelenbroeck (nl) par le roi Guillaume Ier en 1830. | 1964              |                               |
| Rennette de Villers-Perwin (de)                     | Baron           | Concession de noblesse en faveur de Lambert Rennette par l'empereur Charles VI en 1733. Concession du titre de baron transmissible par ordre de primogéniture masculine en faveur de Renier-Servais Rennette, écuyer, par l'impératrice Marie-Thérèse en 1742. Concession du titre de baron transmissible par ordre de primogéniture masculine en faveur de Lambert Rennette, seigneur de Logenhage, par l'impératrice Marie-Thérèse en 1763. Reconnaissance de noblesse en faveur de Léopold de Rennette par le roi Guillaume Ier en 1817. Membre de l'ordre équestre de Namur. Concession du titre de baron transmissible par ordre de primogéniture) en faveur de Xavier de Rennette par le roi Léopold Ier en 1857. Autorisation d'adjoindre à son nom celui de « de Villers-Perwin » en 1887. Augmentation d'armoiries par le roi Albert Ier en 1923. | 1980              |                               |
| Renoz (nl)                                          | Écuyer          | Reconnaissance de noblesse en faveur de Napoléon et Prosper Renoz par le roi Léopold Ier en 1838. | 1871              | -                             |
| Reynegom de Buzet (van) (nl)                        | Baron           | Concession du titre personnel de chevalier pour Messire Corneille van Reynegom, seigneur de Buzet, en 1668 ; et augmentation d'armoiries en 1671, par la Régente Marie-Anne d'Autriche. Concession du titre de baron transmissible par ordre de primogéniture masculine par le roi Philippe V d'Espagne en 1711. Reconnaissance de noblesse et du titre personnel de baron en faveur de Théodore van Reynegom de Buzet par le roi Guillaume Ier en 1816. Membre de l'ordre équestre du Brabant. Mention sur la première liste officielle des nobles. Reconnaissance de noblesse et du titre de baron transmissible par ordre de primogéniture masculine en faveur de Guillaume van Reynegom par le roi Guillaume Ier en 1816. Membre du Corps équestre du Brabant. Mention sur la première liste officielle des nobles. Concession du titre personnel de baron en faveur de Messires Théodore, Pierre, François et Ferdinand van Reynegom de Buzet, écuyers, frères et du titre personnel de baronne pour Dames Juliette et Adelaïde van Reynegom de Buzet, sœurs des quatre précédents, par le roi Guillaume Ier en 1827. Reconnaissance du titre de baron transmissible à tous les descendants du nom en faveur des quatre frères précités par le roi Léopold Ier en 1842. | 1989              | -                             |
| Robaulx (de) (nl)                                   | Écuyer          | Anoblissement en faveur de Jean de Robaulx par le roi Philippe IV en 1631. Confirmation de noblesse du Saint-Empire avec concession pour autant que de besoin en faveur de Jacques de Robaulx par l'empereur Ferdinand III en 1646 (non reconnu dans les Pays-Bas espagnols). Concession du titre personnel de chevalier en faveur d'Albert de Robaulx par le roi Charles II en 1678. Reconnaissance de noblesse pour Louis et Raymond de Rombaulx par le roi Guillaume Ier en 1826. | 1959              | -                             |
| Robert de Saint-Symphorien (nl) Robert de Robersart | Comte Baron     | Nomination de Charles Robert en tant que premier conseiller du Conseil de Justice des États du Hainaut à Mons, en 1685 par le gouverneur des Pays-Bas espagnols Ottone Enrico del Carretto, marquis de Grana. Cette nomination donnait accès à la noblesse héréditaire. Érection de la seigneurie hennuyère de Saint-Symphorien au rang de baronnie, avec autorisation du port dudit titre transmissible par ordre de primogéniture masculine pour Messire Charles-Pierre-Joseph Robert, seigneur de Saint-Symphorien, par le roi Louis XV, en 1747. Concession du titre de comte de Robersart, transmissible par ordre de primogéniture masculine, avec augmentation d'armoiries pour Messire Simon-Joseph Robert, seigneur de Choisy, par l'impératrice Marie-Thérèse en 1778. Reconnaissance de noblesse et du titre de comte transmissible par ordre de primogéniture masculine en faveur d'Alexis Robert de Robersart par le roi Guillaume Ier en 1820. Reconnaissance du titre de baron transmissible par ordre de primogéniture masculine pour Philippe Robert de Saint-Symphorien par le roi Léopold Ier en 1845. | 1916              |                               |
| Rockolfing de Nazareth (van)                        | Écuyer          | Reconnaissance de noblesse de Louis-Charles van Rockolfing de Nazareth (nl) par le roi Guillaume Ier en 1816 (arrêté annulé en 1819 mais rétabli en 1824). Membre du Corps équestre de Flandre Orientale. | 1892              |                               |
| Rode de Schellebrouck (van)                         | Baron           | Confirmation de noblesse pour autant que de besoin pour Ignace van Rode par l'impératrice Marie-Thérèse en 1758. Concession du titre de baron transmissible par ordre de primogéniture en faveur d'Yves van Rode de Schellebrouck (nl) par le roi Guillaume Ier en 1821. Extension du titre de baron appartenant au baron Adèle-Charles van Rode à son fils puîné Eugène, qui le transmettra par ordre de primogéniture, par le roi Léopold Ier en 1861. | 1907              | -                             |
| Rodriguez d'Evora y Vega                            | Marquis         | - Madrid, 12 septembre 1634, roi Philippe IV d'Espagne : Reconnaissance du titre de baron de Rhodes, transmissible par ordre de primogéniture masculine, en faveur du baron Simon Rodriguez d'Evora y Vega. - Madrid, 14 juillet 1682, roi Charles II d'Espagne : Élévation de la baronnie de Rhodes au rang de marquisat et concession du titre de marquis, transmissible par ordre de primogéniture masculine, en faveur de Lope Rodriguez d'Evora y Vega, baron de Rhodes. - Madrid, 27 juillet 1682, roi Charles II d'Espagne : Élévation de la seigneurie de Beerlegem au rang de baronnie et concession du titre de baron transmissible par ordre de primogéniture masculine, en faveur de Lope Rodriguez d'Evora y Vega, marquis de Rhodes. - Laxenbourg, 6 juin 1786, empereur Joseph II du Saint-Empire : Concession d'armoiries en faveur de Charles-Joseph Rodriguez d'Evora y Vega, marquis de Rhodes. - La Haye, 14 avril 1816, roi Guillaume Ier des Pays-Bas : Reconnaissance du titre de marquis transmissible à tous les descendants, en faveur de Charles-Frédéric Rodriguez d'Evora y Vega. - La Haye, 14 avril 1816, roi Guillaume Ier des Pays-Bas : Reconnaissance du titre de marquis transmissible à tous les descendants, en faveur de Emmanuel-Charles Rodriguez d'Evora y Vega. - Bruxelles, 21 janvier 1823, roi Guillaume Ier des Pays-Bas : Reconnaissance du titre (héréditaire) de marquis de Rhodes et du titre de baron transmissible par ordre de primogéniture masculine, de Berleghem en faveur de Charles-Frédéric Rodriguez d'Evora y Vega. | 1920              | -                             |
| Roisin (de)                                         | Baron           | Reconnaissance de noblesse et du titre de baron transmissible à tous les descendants en faveur d'Henri de Roisin par le roi Guillaume Ier. Nomination au Corps équestre du Hainaut. Mention sur la première liste officielle des nobles. | 1918              | -                             |
| Roo (de)                                            | Écuyer          | Concession de noblesse en faveur de Charles de Roo par le roi Léopold II en 1871. | 1932              | -                             |
| Roose de Baisy (de)                                 | Écuyer          | Nomination de François Roose comme conseiller et maître des requêtes au Grand Conseil de Malines par les archiducs Albert et Isabelle en 1621 (charge qui conférait si besoin la noblesse). Concession du titre de comte transmissible par ordre de primogéniture masculine en faveur de Pierre Roose, écuyer, par l'Impératrice Marie-Thérèse en 1770. Reconnaissance de noblesse et du titre (personnel) de comte en faveur de Charles de Roose de Baisy (nl) par le roi Guillaume Ier en 1816. Membre du corps équestre du Brabant. | 1873              | -                             |
| Roovere (de)                                        | Écuyer          | Anoblissement de Marie t'Kint comme veuve de Luc de Roovere, ainsi que leurs quatre fils et deux filles, par l'empereur Joseph II en 1785. Reconnaissance de noblesse et augmentation d'armoiries en faveur de Jean de Roovere d'Oostendael par le roi Guillaume Ier en 1822. Reconnaissance de noblesse et augmentation d'armoiries en faveur de Luc de Roovere de Roosemeersch par le roi Guillaume Ier en 1823. | 1881              | Armoiries de Saint Genois     |
| Rouillé (de)                                        | Comte           | Reconnaissance de noblesse en faveur d'Édouard de Rouillé par le roi Guillaume Ier en 1817. Membre du Corps équestre. Concession du titre de comte transmissible par ordre de primogéniture masculine en faveur du même par le roi Léopold Ier en 1857. | 1947              | -                             |
| Rousselière Clouard (de la)                         | Baron           | Admission dans la noblesse du Royaume, avec le titre de baron transmissible aux descendants mâles, en faveur de François-Eustache de la Rousselière Clouard (nl) par le roi Léopold Ier en 1848. | 1958              | -                             |
| Rouvroy (de)                                        | Baron           | Reconnaissance de noblesse et du titre personnel de baron en faveur de Charles de Rouvroy par le roi Guillaume Ier en 1816. Membre du Corps équestre de Liège. Mention sur la première liste officielle des nobles. | 1847              | -                             |
| Roye de Wichen                                      | Écuyer          | Concession de noblesse par le roi Guillaume Ier en 1825. | 1970              | -                             |
| Ruddere de te Lokeren (de)                          | Écuyer          | Concession de noblesse avec adjonction du nom « de te Lokeren » tant que cette terre restera propriété de la famille, en faveur de Mathieu de Ruddere de te Lokeren par le roi Léopold Ier en 1843. | 1915              | -                             |
| Ruescas (de) (nl)                                   | Écuyer          | Reconnaissance de noblesse en faveur de François et Louis de Ruescas par le roi Guillaume Ier en 1823. | 1891              | -                             |
| Ruquoy                                              | Baron           | Concession de noblesse et du titre de baron transmissible par ordre de primogéniture masculine en faveur de Louis Ruquoy par le roi Albert Ier en 1924. | 1987              | -                             |
| Ruys de Beerenbrouck (nl)                           | Écuyer          | Reconnaissance de noblesse d'Edmond Ruys de Beerenbrouck par le roi Guillaume Ier en 1816. Membre du Corps équestre du Limbourg. | 1922              | -                             |

- Haut – A
- B
- C
- D
- E
- F
- G
- H
- I
- J
- K
- L
- M
- N
- O
- P
- Q
- R
- S
- T
- U
- V
- W
- X
- Y
- Z

## S
| Nom                                                                                   | Titre     | Remarques | Date d'extinction | Armes                                  |
| ------------------------------------------------------------------------------------- | --------- | --- | ----------------- | -------------------------------------- |
| Saint-Charles (de)                                                                    | Chevalier | Concession de noblesse et du titre de chevalier transmissible par ordre de primogéniture masculine en faveur de Paul de Saint-Charles par le roi Léopold Ier en 1843. | 1883              | -                                      |
| Saint-Genois (de) (nl) Saint-Genois des Mottes (de) Saint-Genois de Grand-Breucq (de) | Comte     | Concession du titre personnel de chevalier en faveur de Nicolas de Saint-Genois et concession personnelle de la chevalerie en faveur de Jacques de Saint-Genois, écuyer, par l'archiduc Albert en 1600. Concession du titre personnel de chevalier pour Messire Pierre de Saint-Genois, écuyer, par le roi Philippe IV en 1627. Érection de la seigneurie hennuyère de Grand-Breucq au rang de comté et concession dudit titre transmissible par ordre de primogéniture masculine à Messire Charles de Saint-Genois, seigneur d'Escanafles, par le roi Philippe IV en 1655. Reconnaissance de noblesse et du titre de comte transmissible par ordre de primogéniture et du titre de baron transmissible pour tous les autres descendants par le roi Guillaume Ier en 1816. Membre de l'ordre équestre du Hainaut. Mention sur la première liste officielle des nobles. Reconnaissance de noblesse avec le titre de baron transmissible à tous les descendants par le roi Guillaume Ier en 1823, 1826 et 1827. Autorisation d'adjoindre à son nom celui de « des Mottes » en 1885. | 1989              | Armoiries de Saint Genois              |
| Saint-Vaast (de)                                                                      | Baron     | Nomination d'Alard de Saint-Vaast près le Grand Conseil des Pays-Bas à Malines, en tant que conseiller et maître des requêtes dudit Conseil, la fonction de Maître des requêtes conférait à son titulaire la noblesse héréditaire pour autant que besoin ; nomination faite par Messire Íñigo Fernández de Velasco duc de Frias, gouverneur des Pays-Bas espagnols, en 1669. Concession du titre de baron transmissible par ordre de primogéniture masculine, avec augmentation d'armoiries, en faveur de Messire Pierre-Claude-Marie de Saint-Vaast, seigneur de Dentergem, par l'impératrice Marie-Thérèse en 1767. Reconnaissance de noblesse et du titre de baron transmissible par ordre de primogéniture masculine par le roi Guillaume Ier en 1817. Membre du Corps équestre du Brabant. Mention sur la première liste officielle des nobles. | 1871              | Armoiries de la famille de Saint-Vaast |
| Saroléa de Cheratte (de)                                                              | Baron     | Reconnaissance de noblesse et du titre de baron transmissible par ordre de primogéniture masculine en faveur de Jean-Paul de Sarolea de Cheratte par le roi Guillaume Ier en 1822. À défaut de postérité, le titre est transmissible à son frère puîné, Marie-Jean-Baptiste de Sarolea de Cheratte, qui a reçu en même temps une reconnaissance de noblesse. | 1883              | -                                      |
| Sart de Molembaix (du) (nl) Sart de Bouland (du)                                      | Baron     | Concession du titre personnel de chevalier en faveur de Jean-Baptiste-Antoine du Sart, seigneur de La Court-En-Joie, et de François-Joseph Dusart, seigneur de L'Escagne par l'empereur Charles VI , en 1719. Concession du titre de baron transmissible par ordre de primogéniture en faveur de Messire Jean-Baptiste-Philibert du Sart, seigneur de Molembaix, par l'impératrice Marie-Thérèse en 1742. Reconnaissance de noblesse et concession du titre de baron transmissible par ordre de primogéniture par le roi Léopold Ier en 1859. Reconnaissance de noblesse et concession du titre de baron transmissible à tous les descendants par le roi Léopold II en 1873. Concession du titre de baron ransmissible par ordre de primogéniture masculine par le roi Léopold II en 1900. | 1998              |                                        |
| Savoye (de)                                                                           | Écuyer    | Concession de noblesse en faveur d'Eugène de Savoye et de Robert de Savoye par le roi Albert Ier, respectivement en 1910 et 1922. | 2011              |                                        |
| Schiervel (de)                                                                        | Baron     | Reconnaissance de noblesse et du titre de baron transmissible par ordre de primogéniture masculine en faveur de Pierre-Léonard-Louis de Schiervel par le roi Léopold Ier en 1842. Extension, à défaut de postérité mâle, du titre de baron appartenant au baron Pierre de Schiervel à son neveu Jacques de Schiervel qui le transmettra par ordre de primogéniture masculine par le même souverain en 1855. | 1933              | -                                      |
| Schöller                                                                              | Écuyer    | Concession de noblesse héréditaire et du titre personnel de vicomte en faveur d'André Schöller par le roi Baudouin en 1988 | 1992              | -                                      |
| Sebille (de)                                                                          | Écuyer    | Reconnaissance de noblesse par le roi Guillaume Ier en 1822. | 2010              | -                                      |
| Secus (de)                                                                            | Baron     | Anoblissement par le roi Charles II en 1698. Concession du titre de baron transmissible par ordre de primogéniture masculine par l'impératrice Marie-Thérèse en 1774. Reconnaissance de noblesse et du titre de baron transmissible par ordre de primogéniture masculine en faveur de François de Secus par le roi Guillaume Ier en 1816. Membre du Corps équestre. Mention sur la première liste officielle des nobles. Nomination de Frédéric de Secus avec le titre personnel de baron au Corps équestre du Hainaut par le même souverain en 1816. | 1873              | -                                      |
| Seebach (von) (de)                                                                    | Baron     | Concession du titre de libre baron du Saint-Empire transmissible à tous les descendants du nom, avec l'autorisation de porter la qualification de « Wohlgeboren »en faveur de Jean von Seebach par l'empereur Ferdinand II en 1631. Confirmation du titre de libre baron transmissible à tous les descendants du nom en faveur de Frédéric von Seebach par le duc Ernest II de Saxe-Cobourg-Gotha. Reconnaissance du titre de libre baron en faveur d'Albin-Léon von Seebach par le roi Jean de Saxe en 1860 (titre non valide en Belgique). Concession du titre personnel de comte en faveur du libre baron Albin-Léon von Seebach par le roi Léopold Ier en 1864. | 1919              | -                                      |
| Selys de Fanson (de),                                                                 | Baron     | Concession de noblesse pour Michel de Selys par l'empereur Ferdinand III en 1656. Reconnaissance de noblesse et concession du titre de baron transmissible par ordre de primogéniture masculine par le roi Léopold II en 1887. Reconnaissance de noblesse par le roi Léopold II en 1903. Concession du titre de baron transmissible par ordre de primogéniture masculine en faveur de Messire Florent de Selys de Fanson, écuyer par le roi Albert Ier en 1930. | 1979              |                                        |
| Senzeille (de)                                                                        | Baron     | Reconnaissance de noblesse et du titre personnel de baron pour Arnould et Alphonse de Senzeille par le roi Guillaume Ier en 1816. Nomination dans l'ordre équestre de Namur. Mention sur la première liste officielle des nobles. Concession du titre de baron transmissible par ordre de primogéniture masculine en faveur de Gustave-Thérèse-Colette-Ghislain de Senzeille, écuyer, par le roi Léopold II en 1868. | 1906              |                                        |
| Serdobbel                                                                             | Écuyer    | Anoblissement de Georges Serdobbel par le roi Léopold Ier en 1861. | 1923              | -                                      |
| Seutin                                                                                | Baron     | Concession de noblesse et du titre de baron transmissible par ordre de primogéniture masculine en faveur de Louis Seutin par le roi Léopold Ier en 1848. | 1862              | -                                      |
| Silvercruys                                                                           | Baron     | Concession de noblesse et du titre de baron transmissible par ordre de primogéniture masculine en faveur de François Silvercruys par le roi Albert Ier en 1929. | 1975              | -                                      |
| Sion                                                                                  | Écuyer    | Concession de noblesse héréditaire et du titre personnel de baron en faveur de Georges Sion par le roi Baudouin en 1990. | 2001              | -                                      |
| Sloet van Oldruitenborgh                                                              | Baron     | Concession du titre de chevalier de l'Empire par l'empereur Napoléon Ier en 1813. Reconnaissance de noblesse d'Anthony Sloet van Oldruitenborgh (nl) par le prince souverain Guillaume en 1814. Membre du Corps équestre de l'Overijssel. Reconnaissance du titre de baron transmissible à tous les descendants par le roi Guillaume en 1819. Mention de la première liste officielle des nobles. | 1986              | -                                      |
| Smidt van Gelder                                                                      | Écuyer    | Concession de noblesse héréditaire et du titre personnel de chevalier en faveur de Pieter Smidt van Gelder (nl) par le roi Baudouin en 1954 | 1956              | -                                      |
| Soil                                                                                  | Écuyer    | Concession de noblesse héréditaire et du titre personnel de chevalier en faveur d'Eugène Soil par le roi Albert Ier en 1933. | 1934              | -                                      |
| Soudain de Niederwerth                                                                | Écuyer    | Anoblissement et adjonction du nom de « de Niederwerth » accordée à Jean Soudain par l'empereur François Ier d'Autriche en 1819. Incorporation dans la noblesse du royaume en faveur de Jean Soudain de Niederwerth par le roi Guillaume Ier en 1823. | 1878              | -                                      |
| Soupart                                                                               | Baron     | Concession de noblesse avec le titre de baron transmissible par ordre de primogéniture masculine pour Alfred-Eugène-Jean-Paul Soupart par le roi Albert Ier en 1929 . | 1981              |                                        |
| Sourdeau de Ramegnies-Chin (de)                                                       | Écuyer    | Reconnaissance de noblesse et du titre personnel de baron en faveur de Louis-Charles de Sourdeau de Ramegnies-Chin par le roi Guillaume Ier en 1816. Membre du Corps Equestre du Hainaut. Mention sur la première liste officielle des nobles. | 1831              | -                                      |
| Soust de Borckenfeldt (van)                                                           | Écuyer    | Confirmation de noblesse, avec anoblissement pour autant que de besoin, en faveur de François-Jean van Soust par le roi Léopold Ier en 1845. | 1856              | -                                      |
| Spandl (de)                                                                           | Baron     | Concession de noblesse en 1576 par l'empereur Maximilien II. Reconnaissance de noblesse et concession du titre de baron transmissible par ordre de primogéniture masculine pour Charles-Emmanuel de Spandl (nl) par le roi Léopold Ier en 1848. | 1982              |                                        |
| Spangen (de) (nl)                                                                     | Comte     | Concession du titre personnel de chevalier en faveur de Corneille de Spangen par l'archiduc Albert en 1607. Concession du titre de libre baron du Saint-Empire transmissible à tous les descendants par l'empereur Ferdinand II en 1634. Concession du titre de comte transmissible par ordre de primogéniture masculine en faveur du baron Assuère-Henri de Spangen d'Uytternesse et du Saint-Empire par le roi Charles II en 1698. Concession du titre de comte transmissible par ordre de primogéniture masculine en faveur du baron Charles de Spangen d'Uytternesse et du Saint-Empire par le roi Charles II en 1686. Concession du titre de baron transmissible par ordre de primogéniture masculine en faveur de Juste Wuyternes de Spangen, écuyer, par le roi Charles II en 1687. Reconnaissance de noblesse et du titre de comte transmissible par ordre de primogéniture masculine en faveur de François de Spangen par le roi Guillaume Ier en 1816. Reconnaissance de noblesse et du titre personnel de comte en faveur de Juste de Spangen par le roi Guillaume Ier en 1816. Reconnaissance de noblesse et du titre de baron personnel en faveur de Jean-Guillaume de Spangen par le roi Guillaume Ier en 1816. Membres du Corps équestre du Brabant. Reconnaissance de noblesse et du titre de comte transmissible à tous les descendants par le roi Léopold II en 1871. | 1940              | -                                      |
| Spoo                                                                                  | Écuyer    | Concession de noblesse héréditaire et du titre personnel de chevalier en faveur de Guy Spoo par le roi Baudouin en 1988 | 2009              | -                                      |
| Stainlein (de)                                                                        | Comte     | Concession du titre de libre baron transmissible à tous les descendants pour Jean Gottlieb Edouard von Stainlein (de) par le roi Maximilien Ier Joseph de Bavière en 1815. Admission dans la noblesse du royaume de Hongrie en faveur du même par l'empereur François Ier en 1827. Concession du titre de comte au baron Jean Gottlieb Edouard von Stainlein (de) par le roi Louis Ier de Bavière en 1830. Homologation en Hongrie du titre bavarois de comte pour la veuve et les descendants du précédent par l'empereur Ferdinand Ier d'Autriche en 1842. Admission dans la noblesse du Royaume avec le titre de comte transmissible à tous ses descendants, en faveur d'Herman de Stainlein par le roi Léopold II en 1880. | 1882              | -                                      |
| Stappers (de)                                                                         | Baron     | Reconnaissance de noblesse et concession du titre de « baron de Brustem » en faveur de Louis de Stappers par le roi Léopold Ier en 1840. Reconnaissance de noblesse en faveur de Guillaume de Stappers par le roi Léopold Ier en 1840. | 1874              | -                                      |
| Stassart (de) Stassart de Corioul (de)                                                | Baron     | Nomination comme conseiller et maître des requêtes au Conseil privé à Bruxelles de Jacques-Joseph de Stassart par l'impératrice Marie-Thérèse en 1757 Concession du titre de baron transmissible par ordre de primogéniture masculine au même par l'empereur Léopold II en 1791. Concession du titre de chevalier de l'Empire transmissible par ordre de primogéniture masculine en faveur de Goswin de Stassart par l'empereur Napoléon Ier en 1809. Concession du titre personnel de baron de l'Empire en faveur du même par l'empereur Napoléon Ier en 1810. Reconnaissance de noblesse et du titre de baron transmissible par ordre de primogéniture masculine en faveur de Goswin de Stassart de Corioul par le roi Guillaume Ier en 1816. Membre du Corps équestre de la province de Namur. Mention sur la première liste officielle des nobles. | 1854              | -                                      |
| Steen de Jehay (van den)                                                              | Comte     | Reconnaissance de noblesse et du titre de baron transmissible par ordre de primogéniture masculine par le roi Guillaume Ier en 1816. Membre de l'ordre équestre de Liège. Reconnaissance du titre de baron transmissible à tous les descendants porteurs du nom par le roi Léopold Ier en 1840. Concession du titre de comte à titre posthume pour le baron Amand van den Steen de Jehay par le pape Grégoire XVI en 1846 (titre non valide en Belgique). Concession du titre de comte transmissible à tous les descendants porteurs du nom par le roi Léopold Ier en 1847. | 2014              |                                        |
| Steens                                                                                | Baron     | Concession de noblesse et du titre de baron transmissible par ordre de primogéniture masculine en faveur de François-Louis Steens par le roi Albert Ier en 1922. Autorisation accordée à Albert Steens, écuyer, de porter le titre de baron du vivant de son père François, par le roi Albert Ier en 1924. | 1945              | -                                      |
| Stegen de Putte (van der),                                                            | Comte     | Concession du titre de comte transmissible par ordre de primogéniture masculine en faveur de Jean van der Stegen par le roi Charles II en 1698. Erection de la seigneurie brabançonne de Bousval au rang de comté pour Messire Philippe van der Stegen, par le Conseil souverain de Brabant en 1729. Reconnaissance de noblesse avec le titre de comte transmissible par ordre de primogéniture masculine par le roi Guillaume Ier en 1823. Reconnaissance de noblesse avec le titre de comte transmissible par ordre de primogéniture masculine par le roi Léopold II en 1884. | 1945              |                                        |
| De Stein d'Altenstein (nl)                                                            | Baron     | Concession du titre de libre baron du Saint-Empire transmissible à tous les descendants avec l'autorisation de porter la qualification de « Wohlgeboren » pour toute sa lignée, par l'empereur Léopold Ier en 1695. Reconnaissance de noblesse et du titre de baron transmissible aux descendants mâles en faveur de Guillaume et d'Isidore de Stein d'Altenstein par le roi Léopold Ier en 1842. | 1982              |                                        |
| Stenbier de Wideux (de)                                                               | Baron     | Concession du titre de libre baron du Saint-Empire transmissible à tous les descendants par l'empereur François Ier en 1746. Reconnaissance de noblesse et du titre de baron transmissible à tous les descendants, en faveur d'Etienne-François de Stenbier de Wideux (nl) par le roi Guillaume Ier en 1816. Membre du Corps Equestre du Limbourg. Mention sur la première liste officielle des nobles. | 1898              | -                                      |
| Stichel (van der)                                                                     | Écuyer    | Reconnaissance de noblesse avec réhabilitation pour autant que de besoin en faveur de Michel van der Stichel par le roi Léopold Ier en 1841. | 1916              | -                                      |
| Stichele de Maubus (van der)                                                          | Baron     | Concession de noblesse pour Jean van der Stichele en 1650 par le roi Philippe IV d'Espagne. Concession de noblesse pour Charles-Joseph van der Stichele en 1702 par le roi Louis XIV. Augmentation d'armoiries pour Messire François-Joseph van der Stichele en 1757 par l'impératrice Marie-Thérèse. Reconnaissance de noblesse en faveur de Bruno van der Stichele (nl) par le roi Guillaume Ier en 1816. Membre du Corps équestre de Flandre Occidentale. Autorisation d'adjoindre à son nom celui de « de Maubus » en 1848. Concession du titre de baron transmissible par ordre de primogéniture masculine par le roi Léopold Ier en 1850. | 1909              | -                                      |
| Stochove (nl)                                                                         | Écuyer    | Reconnaissance de noblesse par le roi Guillaume Ier en 1822. | 1869              | -                                      |
| Stocken (van der)                                                                     | Écuyer    | Anoblissement de Benoît van der Stocken par le roi Guillaume Ier en 1827. | 1941              | -                                      |
| Stockhem (de)                                                                         | Baron     | Concession du titre de chevalier héréditaire du Saint-Empire, transmissible aux descendants mâles, par l'empereur Léopold Ier en 1660. Concession du titre de baron héréditaire du Saint-Empire avec le prédicat de « Wohlgeboren » par l'empereur Joseph II en 1766. Reconnaissance du titre de baron transmissible à tous les descendants par le roi Guillaume Ier en 1816. Membre du Corps équestre des provinces de Liège et du Limbourg. Mention sur la première liste officielle des nobles. | 1883              |                                        |
| Stockmar                                                                              | Baron     | Anoblissement de Christian-Frédéric (von) Stockmar par le roi Frédéric-Auguste Ier de Saxe en 1821 Concession du titre de baron transmissible à tous les descendants en faveur du même par le roi Louis Ier de Bavière en 1830. Concession du titre de baron transmissible par ordre de primogéniture masculine en faveur de Jean-Charles Stockmar par le roi Léopold Ier en 1845. | 1863              | -                                      |
| Straeten (van der)                                                                    | Baron     | Anoblissement d'Antoine van der Straeten par le roi Léopold Ier en 1843. Concession du titre de baron transmissible par ordre de primogéniture masculine en faveur de Fernand van der Straeten par le roi Albert Ier en 1812. | 1994              | -                                      |
| Strycker (de)                                                                         | Écuyer    | Concession de noblesse héréditaire et du titre personnel de baron en faveur de Cecil de Strycker par le roi Baudouin en 1983 | 2004              | -                                      |
| Stuers (de) (nl)                                                                      | Chevalier | Concession de noblesse et du titre personnel de chevalier en faveur de Pierre-Joseph de Stuers par l'empereur Léopold II en 1791. Concession du titre de baron de l'Empire en faveur de Pierre-Adrien de Stuers par l'empereur Napoléon Ier en 1813. Concession de noblesse et du titre de chevalier transmissible par ordre de primogéniture masculine en faveur de Pierre-Adrien de Stuers par le roi Guillaume Ier en 1824. Concession de noblesse et du titre de chevalier transmissible par ordre de primogéniture masculine en faveur de Hubert de Stuers par le roi Guillaume II en 1841 (titre non valable en Belgique). Admission dans la noblesse du Royaume et concession du titre de chevalier transmissible par ordre de primogéniture masculine en faveur de Lambert de Stuers par le roi Léopold Ier en 1846. | 1900              |                                        |
| Sullivan de Grass de Séovaud (O') Sullivan de Terdeck (O')                            | Comte     | Reconnaissance de noblesse en faveur de Jean-Patrice O'Sullivan par le roi Guillaume Ier en 1816. Membre du Corps Equestre de Flandre Occidentale. Concession du titre de baron transmissible à tous les descendants du nom en faveur d'Alphonse O'Sullivan de Grass de Séovaud, écuyer, par le roi Léopold Ier en 1838. Concession du titre de comte transmissible par ordre de primogéniture masculine en faveur du baron Alphonse O'Sullivan de Grass de Séovaud, par le roi Léopold Ier en 1847. Reconnaissance de noblesse en faveur de Joseph-Denis O'Sullivan par le roi Léopold Ier en 1847. | 1911              | -                                      |
| Surlet de Chokier                                                                     | Baron     | Concession du titre de baron du Saint-Empire transmissible à tous les descendants pour Egidius-Franciscus de Surlet, par l'empereur Léopold Ier en 1668 . Reconnaissance de noblesse et du titre de baron transmissible par ordre de primogéniture pour Érasme-Louis Surlet de Chokier, par le roi Guillaume Ier en 1816. Membre du Corps équestre de la province de Limbourg. Mention sur la première liste officielle des nobles. Ce dernier fut le premier Chef d'État de la jeune Belgique en étant Régent du Royaume du 25 février au 20 juillet 1831. | 1839              | Blason famille Surlet de Chokier       |
| Surmont de Volsberghe                                                                 | Baron     | Reconnaissance de noblesse en faveur de François Surmont de Volsberghe par le roi Guillaume Ier en 1816. Membre du Corps équestre de la province de Flandre Orientale. Concession du titre de baron transmissible par ordre de primogéniture masculine par le roi Léopold Ier en 1839. Augmentation d'armoiries en 1841. Autorisation d'adjoindre le nom « de Volsberghe » à son nom en 1876. Réversion du titre de baron transmissible par ordre de primogéniture masculine appartenant au baron Arthur Surmont de Volsberghe (nl) aux enfants de son beau-fils, à savoir les enfants de Messire Albéric de Pierpont de Burnot et de Dame Marie-Antoinette Surmont de Volsberghe, par le roi Léopold II en 1900. | 1961              | -                                      |

- Haut – A
- B
- C
- D
- E
- F
- G
- H
- I
- J
- K
- L
- M
- N
- O
- P
- Q
- R
- S
- T
- U
- V
- W
- X
- Y
- Z

## T
| Nom                                            | Titre        | Remarques | Date d'extinction | Armes                           |
| ---------------------------------------------- | ------------ | --- | ----------------- | ------------------------------- |
| Tahon de la Motte                              | Baron        | Anoblissement d'Albert Tahon, seigneur de Haine-Saint-Pierre, par l'empereur Charles VI en 1719. Concession du titre de baron transmissible par ordre de primogéniture masculine (avec une reconnaissance de noblesse implicite) par le roi Guillaume Ier en 1818 et en 1825. | 1912              | -                               |
| Thiennes (de),                                 | Comte        | Concession du titre personnel de chevalier pour Messire Jean de Thiennes, seigneur de Villerzy, en 1603 par l'archiduc Albert. Concession du titre personnel de chevalier pour Messire Philippe de Thiennes, seigneur de Warelles, en 1623 par le roi Philippe IV. Elévation de la seigneurie flamande de Rumbeke au rang de comté avec concession dudit titre (transmissible par ordre de primogéniture masculine) pour Messire René de Thiennes, baron d'Heukelum, en 1649 par le roi Philippe IV. Élévation de la seigneurie dunkerquoise de Berthen au rang de marquisat avec concession dudit titre (transmissible par ordre de primogéniture masculine) pour Messire Georges de Thiennes, baron de Broucq, en 1660 par le roi Philippe IV. Nominations dans les ordres équestres de Flandre-Occidentale et du Hainaut avec les titres de comtes (transmissibles par ordre de primogéniture masculine) en 1816 par le roi Guillaume Ier. Reconnaissance de noblesse et extension du titre du comte pour tous les descendants porteurs du nom de Messire François-Joseph-Michel-Ghislain de Thiennes Leinbourg et de Rumbeke en 1822 par le roi Guillaume Ier. | 1909              | Armoiries de Thiennes           |
| Thiriart de Mützhagen (nl)                     | Baron        | Concession de noblesse héréditaire par le roi Guillaume Ier en 1816. Membre du Corps équestre de la province de Liège en 1817. Concession du titre de baron transmissible par ordre de primogéniture masculine par le même souverain en 1823. | 1907              | -                               |
| Tiecken de Terhove (de)                        | Baron Écuyer | Concessions de noblesse en faveur de Michiel et Rutger de Tiecken de Terhove (nl) par le roi Guillaume Ier en 1822. Membres de l'ordre Équestre du Limbourg en 1825. Concession du titre de baron transmissible par ordre de primogéniture masculine en faveur de Michiel de Tiecken de Terhove par le roi Léopold Ier en 1847. À défaut de postérité, le titre est transmissible à son frère Rutger. | 1900              | Armoiries de Tiecken de Terhove |
| Toict (du)                                     | Vicomte      | Concession de noblesse par l'impératrice Marie-Thérèse en 1768. Confirmation de noblesse avec le titre de vicomte transmissible à tous les descendants porteurs du nom par l'empereur Joseph II en 1786. Reconnaissance de noblesse et du titre de vicomte transmissible à tous les descendants par le roi Guillaume Ier en 1816. Membre de l'ordre équestre de Flandre-Occidentale. Reconnaissance de noblesse et du titre de vicomte transmissible à tous les descendants par le roi Guillaume Ier en 1830. | 1933              |                                 |
| Tombeur de Tabora                              | Baron        | Concession de noblesse et du titre de baron transmissible par ordre de primogéniture masculine en faveur de Charles Tombeur par le roi Albert Ier en 1927. Autorisation d'adjoindre à son nom celui de « de Tabora »en 1936. | 1947              | -                               |
| Tons d'Incourt                                 | Écuyer       | Anoblissement de François Tons par l'impératrice Marie-Thérèse en 1779. Reconnaissance de noblesse pour François Tons d'Incourt par le roi Guillaume Ier en 1822. | 1841              | -                               |
| Trannoy (de),                                  | Baron        | Concession du titre de baron (transmissible par ordre de primogéniture) en 1830 par le roi Charles X. Admission dans la noblesse du royaume de Belgique avec le titre de baron (transmissible par ordre de primogéniture) en 1883 par le roi Léopold II. Concession du titre personnel de baron pour Messire Gaston-Édouard-François de Trannoy#Barons de Trannoy en 1923 par le roi Albert Ier. | 2006              |                                 |
| Travers                                        | Baron        | Concession de noblesse et du titre de baron de Jever pour Étienne Jacques Travers par le roi Louis Ier de Hollande en 1810. Concession du titre personnel de baron de Jever pour le même par l'empereur Napoléon Ier en 1813. Concession de noblesse et du titre de baron transmissible par ordre de primogéniture masculine par le roi Guillaume Ier en 1824. | 1895              |                                 |
| Trier de Tiège (van)                           | Écuyer       | Reconnaissance de noblesse et concession du titre de chevalier transmissible par ordre de primogéniture masculine en faveur d'Egide van Trier de Tiège (nl) par le roi Guillaume Ier en 1818. | 1833              | -                               |
| Triest de Gits Triest de Gits et Saint-Georges | Baron        | Concessions du titre de chevalier pour Philippe et Antoine Triest en 1600 par l'archiduc Albert. Concessions du titre personnel de chevalier pour Messire Josse Triest, seigneur de Ruddershoven, en 1610 ; pour Messire Nicolas Triest, seigneur d'Ouwegem, en 1617 ; pour Messire Charles Triest en 1618, par Albert, archiduc souverain des Pays-Bas. Concession du titre personnel de chevalier pour Messire François Triest, seigneur de Raveschoot, en 1626 par le roi Philippe IV. Elévation de la seigneurie flamande d'Ouwegem (Zingem) au rang de baronnie avec autorisation du port dudit titre transmissible par ordre de primogéniture masculine pour le chevalier Nicolas Triest, en 1628 par le roi Philippe IV d'Espagne. Concession du titre personnel de chevalier pour Messire Josse Triest, seigneur de Zeghershove, en 1641 par le roi Philippe IV d'Espagne. Concession du titre de baron transmissible par ordre de primogéniture masculine pour Messire Jean-François Triest, seigneur de Terrewalle, en 1753 par l'impératrice Marie-Thérèse. Nomination dans l'ordre équestre de Flandre-Occidentale pour Messire Charles-Jean-Léonard Triest ; avec le titre de baron transmissible par ordre de primogéniture masculine pour Messires François-Xavier Triest et Jean-François Triest de Gits et Saint-Georges ; nomination dans l'Ordre équestre de Flandre-Orientale pour Messire Éloy Triest ; en 1816 par le roi Guillaume Ier. | 1934              |                                 |

- Haut – A
- B
- C
- D
- E
- F
- G
- H
- I
- J
- K
- L
- M
- N
- O
- P
- Q
- R
- S
- T
- U
- V
- W
- X
- Y
- Z

## U
| Nom     | Titre  | Remarques | Date d'extinction | Armes |
| ------- | ------ | --- | ----------------- | ----- |
| Ugeux   | Écuyer | Concession de noblesse et du titre personnel de comte en faveur de William Ugeux par le roi Baudouin en 1989.                                  | 1997              | -     |
| Urvater | Écuyer | Concession de noblesse héréditaire et du titre personnel de baron en faveur de Joseph-Berthold dit Bertie Urvater par le roi Baudouin en 1972. | 2003              | -     |

- Haut – A
- B
- C
- D
- E
- F
- G
- H
- I
- J
- K
- L
- M
- N
- O
- P
- Q
- R
- S
- T
- U
- V
- W
- X
- Y
- Z

## V
| Nom                                                                                                 | Titre                   | Remarques | Date d'extinction | Armes                                  |
| --------------------------------------------------------------------------------------------------- | ----------------------- | --- | ----------------- | -------------------------------------- |
| Vaernewyck (de), Vaernewyck d'Angest (de)                                                           | Vicomte                 | Concession du titre personnel de chevalier pour Messire Denis de Vaernewyck, seigneur de Lembeke, en 1657 par le roi Philippe IV. Nomination dans l'ordre équestre de Flandre-Orientale et inscription sur la première liste officielle des nobles avec le titre de vicomte transmissible par ordre de primogéniture masculine par le roi Guillaume Ier en 1816. Concession du titre de vicomte transmissible par ordre de primogéniture masculine par le roi Léopold Ier en 1847. | 1875              |                                        |
| Vaerwyck                                                                                            | Écuyer                  | Concession de noblesse héréditaire et du titre personnel de chevalier en faveur de Valentin Vaerwyck par le roi Baudouin en 1957. | 1959              | -                                      |
| Val de Beaulieu (du), Val de Blaregnies (du)                                                        | Comte Baron             | Concession du titre de chevalier transmissible à tous les descendants mâles porteurs du nom en 1783 par l'empereur Joseph II. Concession du titre de baron de Beaulieu, en lien avec la seigneurie hennuyère de Beaulieu, transmissible par ordre de primogéniture masculine avec augmentation d'armoiries pour le Chevalier Constant-Fidèle-Joseph du Val (1754-1828) en 1792 par l'empereur Léopold II. Concession du titre de comte de Beaulieu transmissible par ordre de primogéniture masculine en 1809 par l'empereur Napoléon Ier. Nomination dans l'ordre équestre du Hainaut avec le titre de baron transmissible par ordre de primogéniture masculine en 1816. Concession des titres de comte pour la branche de Beaulieu et de baron pour la branche de Blaregnies, tous deux transmissibles par ordre de primogéniture masculine, en 1820 par le roi Guillaume Ier. Extension du titre comte transmissible à tous les descendants porteurs du nom pour la branche de Beaulieu en 1847 par le roi Léopold Ier. | 1971              | blason famille du Val de Beaulieu      |
| Valenzi (de)                                                                                        | Écuyer                  | Concession de noblesse du Saint-Empire et de quatre quartiers de noblesse, avec l'autorisation de faire précéder son nom de la qualification de 'noble' pour François Valenzi par l'impératrice Marie-Thérèse en 1778. Incorporation dans la noblesse du royaume de François de Valenzi par le roi Guillaume Ier en 1825. | 1872              | -                                      |
| Vaulx de Bleid (de) Vaulx de Champion (de)                                                          | Écuyer                  | Reconnaissance de noblesse et nomination dans l'ordre équestre de Luxembourg pour la branche de Bleid et nomination dans l'ordre équestre de Namur, avec un titre personnel de baron, pour la branche de Champion par le roi Guillaume Ier en 1816. | 1961              |                                        |
| Vauthier de Baillamont                                                                              | Écuyer                  | Reconnaissance de noblesse et nomination dans l'ordre équestre de la province de Namur, avec un titre personnel de baron, par le roi Guillaume Ier en 1817. | 1892              | -                                      |
| Vaux (de)                                                                                           | Écuyer                  | Anoblissement de Louis-Marie de Vaux par l'empereur François Ier, grand-duc de Toscane, en 1749. Reconnaissance de noblesse pour Albert, René, Marie, Clémentine et Juliette de Vaux par le roi Léopold II en 1908. | 1948              | -                                      |
| Venne d'Ophem (van den)                                                                             | Baron                   | Reconnaissance de noblesse pour Philippe van den Venne d'Ophem en Montenaeken (nl) par le roi Guillaume Ier en 1819. Concession du titre de baron transmissible par ordre de primogéniture masculine en faveur du même par le même souverain en 1825. | 1842              | -                                      |
| Vermeulen de Mianoye                                                                                | Écuyer                  | Concession de noblesse en faveur de Jean-Baptiste Vermeulen (nl) par le roi Léopold Ier en 1845. Concession du titre de comte pontifical, transmissible par ordre de primogéniture masculine, en faveur d'Alfred Vermeulen, écuyer, par le pape Léon XIII en 1881 (titre non valide en Belgique). Autorisation d'adjoindre à son nom celui de « de Mianoye » pour le précédent en 1885. | 1932              | -                                      |
| Verplancke de Diepenhède de Saint-Genois des Mottes                                                 | Écuyer                  | Autorisation d'adjoindre le nom de Diepenhède à son nom Verplancke en 1885. Concession de noblesse en 1901 par le roi Léopold II. Autorisation d'adjoindre le nom de Saint-Genois des Mottes à son nom Verplancke de Diepenhède en 1933. | 1968              | -                                      |
| Verseyden de Varick                                                                                 | Baron                   | Autorisation de relever les armes et le nom de Varick pour Messire Jacques Verseyden, seigneur de Zyl, par l'empereur Charles VI en 1729. Concession du titre de chevalier de l'Empire, transmissible par ordre de primogéniture masculine par l'empereur Napoléon Ier en 1813. Reconnaissance de noblesse, nomination dans l'ordre équestre du Brabant et concession du titre de baron transmissible par ordre de primogéniture masculine par le roi Guillaume Ier en 1816. | 1854              | -                                      |
| Vervier                                                                                             | Chevalier               | Concession de noblesse et du titre de chevalier transmissible aux descendants mâles en faveur de Camille Vervier (nl) par le roi Maximilien II de Bavière en 1852 Reconnaissance de noblesse et homologation en Belgique du titre bavarois de chevalier transmissible par ordre de primogéniture masculine en faveur de Camille Vervier par le roi Léopold Ier en 1854. | 1945              | -                                      |
| Victor                                                                                              | Écuyer                  | Concession de noblesse et du titre personnel de chevalier en faveur de René Victor par le roi Baudouin en 1966 | 1984              | -                                      |
| Villers (de), Villers du Fourneau (de) Villers de Waroux d'Awans de Bouilhet et de Bovenistier (de) | Comte Vicomte Chevalier | Confirmation de noblesse en 1741 par l'impératrice Marie-Thérèse. Concession du titre de baron de Villers du Fourneau en 1777 par l'impératrice Marie-Thérèse d'Autriche. Concession du titre de vicomte (transmissible par ordre de primogéniture) et autorisation d'accoler les noms d'Awans de Bouilhet et de Bovenistier pour Messire Henri-Joseph de Villers en 1793 par François II, empereur des Romains. Nomination dans l'ordre équestre d'Anvers avec le titre de vicomte (transmissible par ordre de primogéniture masculine) en 1816 par le roi Guillaume Ier. Concession du titre de comte (transmissible par ordre de primogéniture masculine) pour le vicomte Henri-Joseph de Villers en 1817 par le roi Guillaume Ier des Pays-Bas. Reconnaissance de noblesse et concession du titre de chevalier (transmissible à tous les descendants mâles porteurs du nom) pour Messire Nicolas-Jean-Émile de Villers du Fourneau en 1871 par le roi Léopold II. Concession du titre de vicomte (transmissible par ordre de primogéniture masculine) pour Messire Jean-Louis-Henri-Marie-Ghislain de Villers en 1912 par le roi Albert Ier. Reconnaissance de noblesse pour Messire Maurice de Villers du Fourneau en 1914 par le roi Albert Ier de Belgique. Autorisation du port du titre de vicomte du vivant de son père pour Messire Henri de Villers de Waroux d'Awans de Bouilhet et de Bovenistier en 1937 par le roi Léopold III. | 2003              | Blason famille de Villers              |
| Villers Masbourg d'Esclaye (de)                                                                     | Écuyer                  | Reconnaissance de noblesse par le roi Guillaume Ier en 1816. Membre du corps équestre de la province de Namur. Mention sur la première liste officielle des nobles. | 1940              |                                        |
| Vinck de Westwezel (de) (nl) Vinck de deux Orp (de),                                                | Baron                   | Concession de noblesse avec augmentation d'armoiries en 1735 par l'empereur Charles VI. Nominations dans l'ordre équestre d'Anvers pour la branche aînée de Westwezel en 1816 ; et pour la branche cadette de deux Orp en 1817, par le roi Guillaume Ier. Concessions des titres de baron transmissibles par ordre de primogéniture masculine pour Messire Ignace de Vinck de Westwezel, en 1818, et pour Messire Jean-François de Vinck de deux Orp, en 1822, par le roi Guillaume Ier des Pays-Bas. Extension du titre de baron à tous les descendants pour la branche de deux Orp en 1881 par le roi Léopold II. Augmentation d'armoiries pour la branche de deux Orp en 1921 par le roi Albert Ier. | 1926 1983         |                                        |
| Vischer de Celles (de)                                                                              | Comte Baron             | Concession du titre personnel de chevalier par le roi Philippe IV en 1650. Concession du titre de baron transmissible par ordre de primogéniture masculine et érection en baronnie de la seigneurie de Celles par le roi Charles II en 1686. Concession du titre de comte de l'Empire en faveur d'Antoine de Vischer de Celles par l'empereur Napoléon Ier en 1809. Reconnaissance de noblesse et du titre de baron transmissible par ordre de primogéniture masculine en faveur d'Antoine de Vischer de Celles par le roi Guillaume Ier en 1816. Membre de l'ordre équestre du Brabant. Concession du titre de comte transmissible par ordre de primogéniture masculine en faveur du comte Antoine de Vischer de Celles par le roi Guillaume Ier en 1825 | 1888              |                                        |
| Vivario de Ramezée (de)                                                                             | Baron                   | Concession de noblesse du Saint-Empire et de quatre quartiers de noblesse, avec adjonction de la particule par le prince-électeur Maximilien III Joseph de Bavière en 1745. Concession du titre de baron du Saint-Empire transmissible à tous les descendants porteurs du nom par l'empereur Joseph II en 1782. Reconnaissance de noblesse et du titre de baron transmissible à tous les descendants par le roi Guillaume Ier en 1816. Membre de l'ordre équestre de Liège. Mention sur la première liste officielle des nobles. | 1937              |                                        |
| Vivere (van de)                                                                                     | Chevalier               | Concession de noblesse et augmentation d'armoiries pour Charles-Ignace van de Vivere en 1780 par l'impératrice Marie-Thérèse. Concession du titre héréditaire de chevalier transmissible à tous les descendants mâles porteurs du nom en faveur de Messire Jacques-Bernard van de Vivere en 1792 par François II, empereur des Romains. Reconnaissance de noblesse et du titre de chevalier transmissible à tous les descendants mâles par le roi Léopold Ier en 1856. | 1885              |                                        |
| Vivier (du)                                                                                         | Chevalier               | Concession de noblesse et de quatre quartiers nobles, avec adjonction de la particule en faveur de Jean-François Vivier par l'empereur Charles VI en 1720. Reconnaissance de noblesse en faveur de Charles du Vivier par le roi Léopold Ier en 1841. Concession du titre de chevalier en faveur du même par le même souverain. Le titre est réversible à ses neveux, qui le transmettront par ordre de primogéniture masculine. | 1881              | -                                      |
| Vrière (de)                                                                                         | Baron Chevalier         | Concession de noblesse et du titre de baron transmissible par ordre de primogéniture masculine en faveur d'Aloïs de Vrière (nl) par le roi Guillaume Ier en 1825. Extension du titre de baron à tous les descendants mâles du baron Adolphe de Vrière par le roi Léopold Ier en 1861. Concession de noblesse et du titre de chevalier transmissible par ordre de primogéniture masculine en faveur de Pierre-Charles de Vrière, par le roi Léopold Ier en 1861. Concession du titre de comte romain pour le chevalier (Etienne) de Vrière par le pape Pie IX, sans valeur légale en Belgique. | 1956              | Blason famille de Vrière               |
| Vrints von Treuenfeld Vrints de Treuenfeld (de)                                                     | Baron                   | Concession de noblesse et de quatre quartiers de noblesse et autorisation d'accoler le nom von Treuenfeld en faveur de Jean-Baptiste Vrints par l'empereur Léopold Ier du Saint-Empire en 1664. Concession du titre de baron du Saint-Empire, transmissible à tous les descendants porteurs du nom, en faveur de Messire Theobald Vrints von Treuenfeld par l'empereur Charles VII en 1744. Reconnaissance de noblesse et du titre de baron ransmissible à tous les descendants porteurs du nom, en faveur d'Alexandre de Vrints-Treuenfeld par le roi Léopold Ier en 1861. | 1906              | Blason famille de Vrints de Treuenfeld |

- Haut – A
- B
- C
- D
- E
- F
- G
- H
- I
- J
- K
- L
- M
- N
- O
- P
- Q
- R
- S
- T
- U
- V
- W
- X
- Y
- Z

## W
| Nom                                                  | Titre(s)       | Anoblissement | Année d'extinction | Blason |
| ---------------------------------------------------- | -------------- | --- | ------------------ | ------ |
| Wal (de) Wal d'Anthisnes (de) Wal de Baronville (de) | Baron          | Titre héréditaire de baron pour Henri et Eugène de Wal (1816). | 1906               |        |
| Walckiers (de) Walckiers de Tronchienne (de)         | Vicomte Ecuyer | Concession de noblesse héréditaire pour Corneille de Walckier (1727). Concession de noblesse héréditaire pour Josse de Walckiers (1734). Titre primogéniture masculine de vicomte pour Adrien de Walckiers (1786). Reconnaissance du titre primogéniture masculine de vicomte pour Édouard de Walckiers (1899). Reconnaissance de noblesse héréditaire pour Charles et Léon de Walckiers (1902). Reconnaissance du titre primogéniture masculine de vicomte pour Léon de Walckiers (1921). | 1985               |        |
| Wappers                                              | Baron Ecuyer   | Titre primogéniture masculine de baron pour Egide Wappers (1847). | 1925               |        |
| Warnant                                              | Ecuyer         | Concession de noblesse héréditaire pour Pierre Warnant (1959). | 2012               |        |
| Warzée d'Hermalle (de)                               | Baron Ecuyer   | Concession de noblesse héréditaire pour Charles de Warzée d'Hermalle (1816). Titre primogéniture masculine de baron pour Charles de Warzée d'Hermalle (1817). | 1933               |        |
| Wavrin de Villers au Tertre (de)                     | Comte Ecuyer   | Reconnaissance du titre primogéniture masculine de comte pour Charles de Wavrin de Villers au Tertre (1859). | 2016               |        |

| Nom                                                                                            | Titre                   | Remarques | Date d'extinction | Armes             |
| ---------------------------------------------------------------------------------------------- | ----------------------- | --- | ----------------- | ----------------- |
| Wellens (nl) Wellens de Ten Meulenberg                                                         | Baron Écuyer            | Concession de noblesse en faveur de Pierre-Antoine Wellens en 1734, bourgmestre de la ville d'Anvers. Concession de noblesse en 1753 en faveur de Jacques-Théodore Wellens, seigneur de Ten Meulenberg à Vrasene, frère de Pierre-Antoine. Reconnaissance de noblesse de Louis de Wellens de Ten Meulenberg par le roi Guillaume Ier en 1817. Membre du Corps équestre d'Anvers. Concession du titre de baron transmissible par ordre de primogéniture masculine en faveur de Louis Wellens de Ten Meulenberg par Guillaume Ier en 1824. Confirmation de noblesse en 1846 en faveur de François-Joseph-Henri-Julien Wellens, petit-fils de Pierre-Antoine. | 1943              | Armes des Wellens |
| Whettnall,                                                                                     | Baron                   | Admission dans la noblesse du Royaume avec le titre de baron transmissible par ordre de primogéniture et modification d'armoiries pour Messire Charles Whettnall (nl) par le roi Léopold Ier en 1851. Extension du titre de baron transmissible à tous les descendants par le roi Léopold II en 1871. | 1931              |                   |
| Willmar                                                                                        | Baron                   | Concession de noblesse et du titre de baron transmissible par ordre de primogéniture masculine en faveur de Jean-Pierre Willmar par le roi Léopold Ier en 1846. | 1914              | -                 |
| Wilmet d'Yvoir (de)                                                                            | Écuyer                  | Reconnaissance de noblesse en faveur de Jean-Baptiste de Wilmet d'Yvoir par le roi Guillaume Ier en 1822. | 1881              | -                 |
| Wittert                                                                                        | Baron Écuyer            | Concession du titre de baron transmissible par ordre de primogéniture masculine, avec confirmation de noblesse ancienne pour autant que de besoin en faveur d'Everard Wittert par l'impératrice Marie-Thérèse en 1778. Incorporation dans la noblesse du Royaume avec le titre de baron transmissible par ordre de primogéniture masculine par le roi Guillaume Ier en 1815. | 1967              | -                 |
| Woestyne (van de) Woestyne (de la) Woestyne de Becelaere (van de) Woestyne d'Hansbeke (van de) | Marquis Baron Chevalier | - Marly, 8 mai 1705, roi Louis XIV de France : Élévation de la baronnie de Beselare au rang de marquisat et concession du titre (par primogéniture masculine) de marquis de la Woestyne de Becelaere en faveur du baron Maximilien van de Woestyne de Beselare de Troisbreze. - Vienne, 21 février 1718, empereur Charles VI du Saint-Empire : Concession du titre (héréditaire) de chevalier du Saint-Empire en faveur de Franciscus-Maximilianus van de Woestyne, seigneur de Ronsele. - Vienne, 20 juin 1778, impératrice Marie-Thérèse d'Autriche : Concession du titre (héréditaire) de chevalier en faveur de Antoine-François van de Woestyne. - Bruxelles, 20 novembre 1816, roi Guillaume Ier des Pays-Bas : Reconnaissance du titre (par primogéniture masculine) de marquis en faveur de Charles-Ghislain van de Woestyne de Becelaere. - La Haye, 14 avril 1816, roi Guillaume Ier des Pays-Bas : Reconnaissance de noblesse en faveur de Charles-Joseph van de Woestyne. - La Haye, 3 août 1828, roi Guillaume Ier des Pays-Bas : Reconnaissance de noblesse en faveur de Jean-Baptiste Woestyne d'Hansbeke. - Bruxelles, 23 juin 1845, roi Léopold Ier de Belgique : Reconnaissance de noblesse et du titre (par primogéniture masculine) de baron en faveur de Théophile-Ghislain van de Woestyne. | 1954              |                   |
| Wouters Wouters de Jauche                                                                      | Chevalier Écuyer        | Anoblissement de Joseph Wouters de Jauche par le roi Guillaume Ier en 1816. Concession de noblesse et du titre de chevalier transmissible par ordre de primogéniture masculine en faveur de Charles Wouters par le roi Léopold Ier en 1848. | 1943              | -                 |
| Wullems                                                                                        | Écuyer                  | - Vienne, 3 septembre 1761, impératrice Marie-Thérèse d'Autriche : Concession de noblesse en faveur de Jean-Baptiste Wullems. - Bruxelles, 20 octobre 1861, roi Léopold Ier de Belgique : Reconnaissance de noblesse en faveur de Robert-Frédéric Wullems et Charles-Louis Wullems. | 1980              |                   |
| Wyels (de)                                                                                     | Chevalier               | - Madrid, 17 novembre 1662, roi Philippe IV d'Espagne : Concession du titre (personnel) de chevalier en faveur de Étienne de Wyles. - Bruxelles, 10 janvier 1860, roi Léopold Ier de Belgique : Reconnaissance de noblesse avec le titre (par primogéniture masculine) de chevalier en faveur de Charles-Jean de Wyels. | 1943              |                   |
| Wynckelman                                                                                     | Écuyer                  | - La Haye, 14 avril 1816, roi Guillaume Ier des Pays-Bas : Reconnaissance de noblesse en faveur de François-Jacques Wynckelman. - Bruxelles, 1er décembre 1822, roi Guillaume Ier des Pays-Bas : Reconnaissance de noblesse en faveur de François Wynckelman. | 1844              |                   |
| Wyns de Raucour                                                                                | Chevalier Écuyer        | - Bruxelles, 9 janvier 1821, roi Guillaume Ier des Pays-Bas : Concession de noblesse et du titre (par primogéniture masculine) de chevalier en faveur de Nicolas-Josephus Wyns. - Bruxelles, 10 avril 1890, roi Léopold II de Belgique : Adjonction du nom «de Raucour» en faveur du chevalier Charles-Alexandre Wyns. | 1946              |                   |

- Haut – A
- B
- C
- D
- E
- F
- G
- H
- I
- J
- K
- L
- M
- N
- O
- P
- Q
- R
- S
- T
- U
- V
- W
- X
- Y
- Z

## X
| Nom                              | Titre(s) | Anoblissement | Éteinte | Blason |
| -------------------------------- | -------- | --- | ------- | ------ |
| Xavier (de) Xavier de Lasne (de) | Baron    | Concession du titre primogéniture masculine de baron pour Jean-Philippe de Xavier (1676). Reconnaissance du titre primogéniture masculine de baron pour Jean de Xavier de Lasne (1816). | 1929    |        |
| Xhénemont (de)                   | Écuyer   | Reconnaissance de noblesse héréditaire pour Dieudonné de Xhénemont (1821). Reconnaissance de noblesse héréditaire pour Charles, François et Armand de Xhénemont (1840).                 | 1915    |        |
| Xivry (de)                       | Écuyer   | Reconnaissance de noblesse héréditaire pour Charles-Louis de Xivry (1816). | 1858    |        |

- Haut – A
- B
- C
- D
- E
- F
- G
- H
- I
- J
- K
- L
- M
- N
- O
- P
- Q
- R
- S
- T
- U
- V
- W
- X
- Y
- Z

## Y
| Nom                                     | Titre(s) | Anoblissement | Éteinte | Blason |
| --------------------------------------- | -------- | --- | ------- | ------ |
| Ysembart (d') Ysembart de Wreichem (d') | Écuyer   | Concession de noblesse héréditaire pour Jacques d'Ysembart (1678). Reconnaissance de noblesse héréditaire pour Philippe d'Ysembart de Wreichem (1822). | 1857    |        |

- Haut – A
- B
- C
- D
- E
- F
- G
- H
- I
- J
- K
- L
- M
- N
- O
- P
- Q
- R
- S
- T
- U
- V
- W
- X
- Y
- Z

## Z
| Nom                                  | Titre(s)     | Anoblissement | Éteinte | Blason |
| ------------------------------------ | ------------ | --- | ------- | ------ |
| Zaman                                | Écuyer       | Concession de noblesse héréditaire pour Jean-Pierre et Jacques Zaman (1694). Concession de noblesse héréditaire du Saint-Empire pour Pierre Zaman (1722). Reconnaissance de noblesse héréditaire pour Joseph Zaman (1858).                        | 1921    |        |
| Zantis (de) Zantis de Frymerson (de) | Écuyer       | Concession de noblesse héréditaire pour Jean de Zantis (1786). Reconnaissance de noblesse héréditaire pour Jean de Zantis de Frymerson (1822). | 1987    |        |
| Zerezo de Tejada (de)                | Baron        | Reconnaissance de noblesse héréditaire pour Joseph de Zerezo de Tejada (1852). Reconnaissance de noblesse héréditaire pour Isidore de Zerezo de Tejada (1855). Concession du titre héréditaire de baron pour François de Zerezo de Tejada (1871). | 1938    |        |
| Zinzerling (de)                      | Baron Écuyer | Reconnaissance du titre primogéniture masculine de baron pour Jean de Zinzerling (1826). | 1914    |        |
| Zualart (de)                         | Écuyer       | Concession de noblesse héréditaire pour Jacques de Zualart (1642). Concession de noblesse héréditaire pour Charles de Zualart (1651). Reconnaissance de noblesse héréditaire pour Frédéric et Charles de Zualart.                                 | 1981    |        |